# Proclamation de la République française du 4 septembre 1870
Vous lisez un « article de qualité » labellisé en 2023.
Pour les articles homonymes, voir Révolution française (homonymie) et Proclamation de la République.
La proclamation de la République française du 4 septembre 1870 est la proclamation au peuple français par laquelle la République est rétablie, fondant ainsi la Troisième République et provoquant la déchéance de l'empereur Napoléon III et la chute du Second Empire. Il s'agit de la quatrième révolution française, après celle de 1789, celle de 1830 et celle de 1848.
Mises en déroute par l'armée prussienne, les troupes françaises sont encerclées dans Sedan, où l'empereur Napoléon III capitule le 2 septembre. La nouvelle de la défaite, reçue le lendemain à Paris, provoque la stupeur. L'indécision du Conseil des ministres, mené par l'impératrice régente, et du Corps législatif, où le député orléaniste Adolphe Thiers et les députés républicains appuient la solution d'un gouvernement d'union nationale émanant de la représentation nationale élue, fait naître un soulèvement populaire.
Dans l'après-midi du 4 septembre, le palais Bourbon, siège du Corps législatif, est envahi. Les députés républicains Léon Gambetta et Jules Favre annoncent la chute du régime et conduisent la foule jusqu'à l'hôtel de ville de Paris, où la Troisième République est proclamée, pendant que l'impératrice s'enfuit et quitte le palais des Tuileries. Un gouvernement de la Défense nationale est nommé, sous la présidence du général Trochu, chargé de poursuivre la guerre contre la Prusse.
La proclamation de la République n'entraîne pas pour autant la stabilité. Le gouvernement ne résiste pas au siège de Paris et à la signature de l'armistice en janvier 1871. Après l'insurrection de la Commune de Paris et la victoire des monarchistes aux élections législatives du 8 février 1871, le nouveau régime apparaît fragilisé.
Événement fondateur, le 4 septembre est relativement effacé de la mémoire collective. Rarement célébré par les gouvernements républicains, les livres d'histoire ne lui accordent le plus souvent qu'une petite place dans l'abondante historiographie de la Troisième République, et peu de travaux lui sont entièrement consacrés. Le 4 septembre 1870 se distingue des autres épisodes révolutionnaires par l'absence de victimes et de barricades, au point que certains historiens refusent de le qualifier de révolution.

## Contexte

### Tensions avec la Prusse et déclaration de guerre
En mai 1870, le Second Empire apparaît plus renforcé que jamais. Les Français approuvent largement par le plébiscite du 8 mai les réformes libérales entreprises par Napoléon III, avec plus de 7 millions de « oui »,. Le 30 juin, le chef de cabinet de l'Empereur Émile Ollivier déclare : « À aucune autre époque le maintien de la paix en Europe n'a été plus assuré. » Pour autant, les tensions avec la Prusse sont ravivées quand le prince Léopold de Hohenzollern se porte candidat le 21 juin 1870 au trône d'Espagne, vacant depuis deux ans. Connue à Paris le 5 juillet, la candidature Hohenzollern produit son effet : ce dernier étant le cousin du roi de Prusse, Guillaume Ier, la France ne peut accepter ce qui s'apparenterait à une situation d'encerclement proche de celle de l'époque de Charles Quint. Le 6 juillet, depuis la tribune du Corps législatif, le ministre des Affaires étrangères Agénor de Gramont lance un ultimatum à la Prusse. Les députés, et bientôt la presse et l'opinion publique, approuvent sa position. La guerre paraît inévitable.

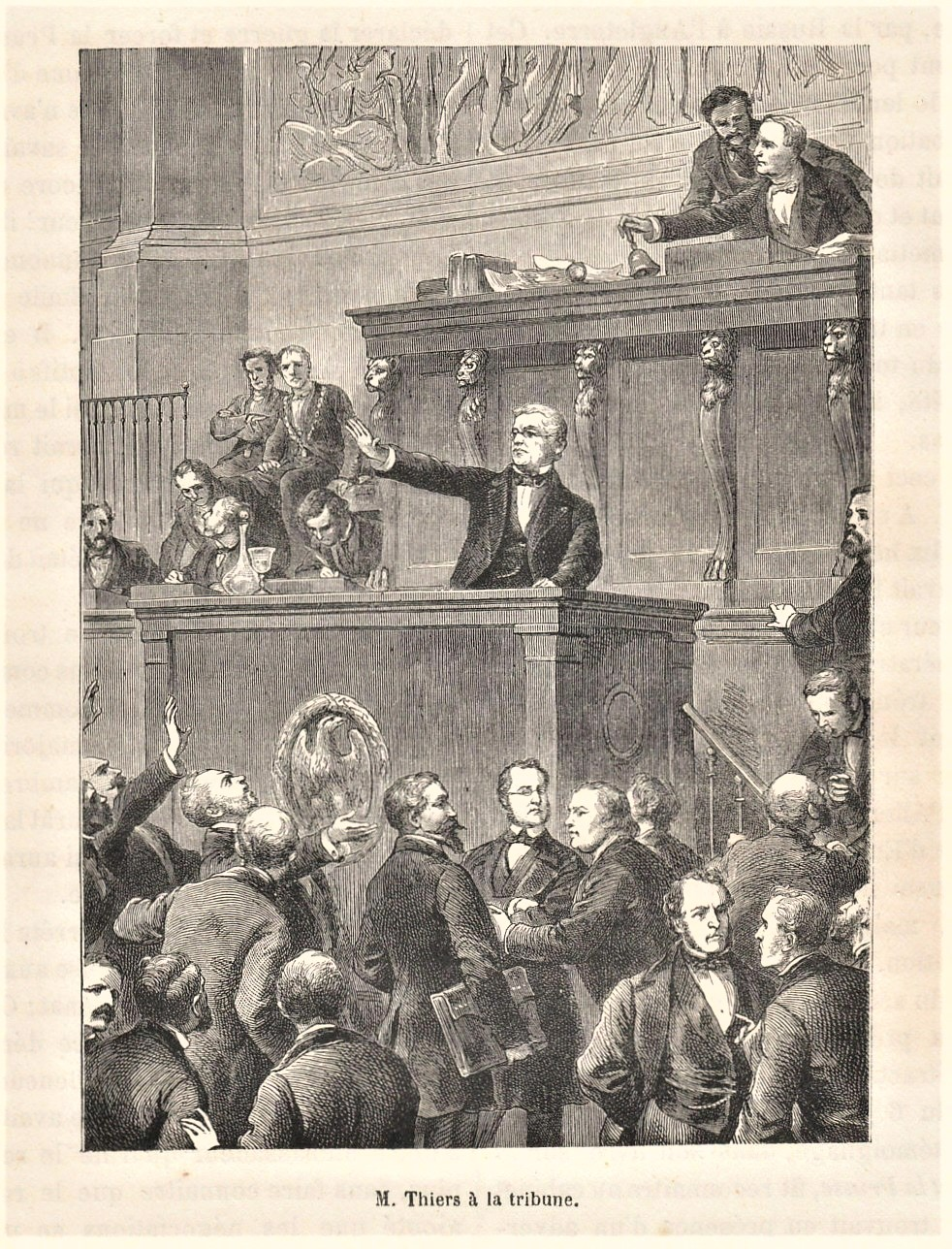
Adolphe Thiers, à la tribune, exprime son refus de la guerre contre la Prusse.

Le retrait de la candidature du prince Hohenzollern le 12 juillet 1870 n'apaise pas les tensions. Recueillant le soutien de l'impératrice Eugénie, les députés bonapartistes ultras, opposés au régime libéral et à la paix que défend Émile Ollivier, font pression pour que la France exige un engagement écrit de renonciation définitive et des garanties sur l'avenir de la part du roi de Prusse. Ce dernier confirme la renonciation de son cousin sans pour autant se soumettre à l'exigence française,.
Pour le chancelier Bismarck, la perspective d'une guerre contre la France semble le meilleur moyen de parachever l'unification allemande. Il agit par ruse et fait transcrire dans la dépêche d'Ems une version dédaigneuse de la réponse polie qu'avait faite le roi Guillaume Ier. Celle-ci est alors perçue comme une insulte par l'opinion publique française qui s'enflamme,. Napoléon III et Émile Ollivier, bien que tous deux favorables à la paix et à l'organisation d'un congrès pour régler le différend franco-prussien, se laissent entraîner vers la guerre.
Rares sont les voix discordantes. À la tribune du Corps législatif, le député orléaniste Adolphe Thiers reproche au gouvernement de « rompre sur une question de susceptibilité » alors qu'il a obtenu satisfaction sur le fond, mais il est sans cesse interrompu dans son discours par les huées et les insultes, tout comme le républicain Léon Gambetta qui condamne le refus du gouvernement de produire les documents qui prouveraient qu'il dit vrai quand il affirme que le pays a été outragé. Les crédits militaires sont finalement votés et la déclaration de guerre est remise à la Prusse le 19 juillet.

### Défaite de Sedan et capture deNapoléonIII

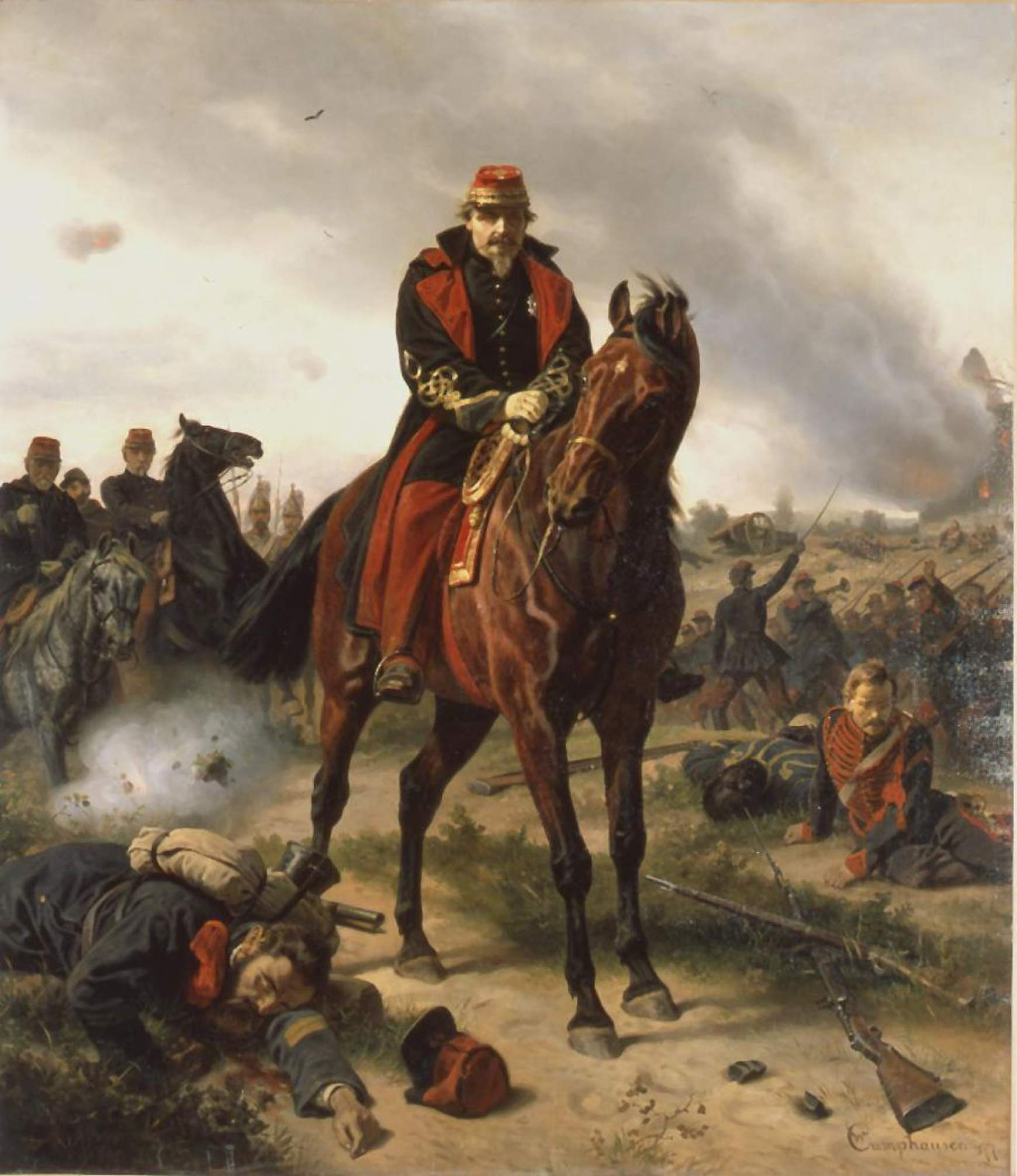
Napoléon III lors de la bataille de Sedan par le peintre allemand Wilhelm Camphausen.

Moins préparée que l'armée prussienne et inférieure en nombre, l'armée française connaît une véritable déroute. Le 3 août, le chef du Grand-État Major Général prussien Helmuth von Moltke donne l'ordre à ses troupes de franchir la frontière. Les Français, battus six jours plus tard à Frœschwiller-Wœrth, doivent se replier. La nouvelle de cette défaite est reçue à Paris avec stupeur et colère. Le 9 août, une foule menaçante se presse devant le Corps législatif, mais la majorité des républicains, qui croient encore au sursaut militaire, refusent une révolution qui s'apparenterait à une trahison de l'armée et romprait l'unité nationale. Plusieurs tentatives insurrectionnelles échouent faute de trouver un écho dans la population, dont celle de Gaston Crémieux à Marseille le 8 août et celle des blanquistes à Paris le 14 août. La déroute de l'armée française est imputée à Émile Ollivier qui est contraint de remettre sa démission.
Les députés rejettent la proposition du républicain Jules Favre de nommer un comité de quinze membres dans une sorte de gouvernement d'union chargé de repousser l'invasion. L'impératrice Eugénie, qui assure la régence, nomme le bonapartiste autoritaire Charles Cousin-Montauban, comte de Palikao, à la tête du gouvernement. En province également les premières défaites françaises provoquent des réactions de surprise, de déception voire de colère. Des groupuscules d'extrême gauche tentent de profiter de la situation et des agressions sont dirigées contre des hôtels de ville, des séminaires ou des maisons de jésuites. Des incidents sont ainsi rapportés à Marseille, Toulon, Montpellier, Nîmes, Mâcon, Beaune, Limoges, Bordeaux et Périgueux, tandis qu'à Lyon, des groupes envisagent de rompre avec l'Empire et d'organiser l'autonomie municipale,. Dans leur grande majorité, les Français maintiennent pourtant leur confiance en l'empereur.
Le maréchal Bazaine, commandant en chef de l'armée du Rhin, est encerclé dans Metz le 19 août avec la moitié des troupes françaises. L'empereur songe à se replier sur Paris mais, sous la pression de l'impératrice et du ministre de la Guerre qui redoutent qu'une telle décision provoque un soulèvement populaire, Napoléon III marche au secours de Bazaine avec l'armée de Châlons commandée par le maréchal Mac Mahon,. Ses troupes sont elles-mêmes encerclées dans Sedan. Les tentatives de sortie échouent et l'empereur capitule le 2 septembre.

## Déroulement (3-5 septembre 1870)

### De l'après-midi du3 septembreà la nuit du4 septembre

#### Annonce de la défaite à l'impératrice et réunion des ministres

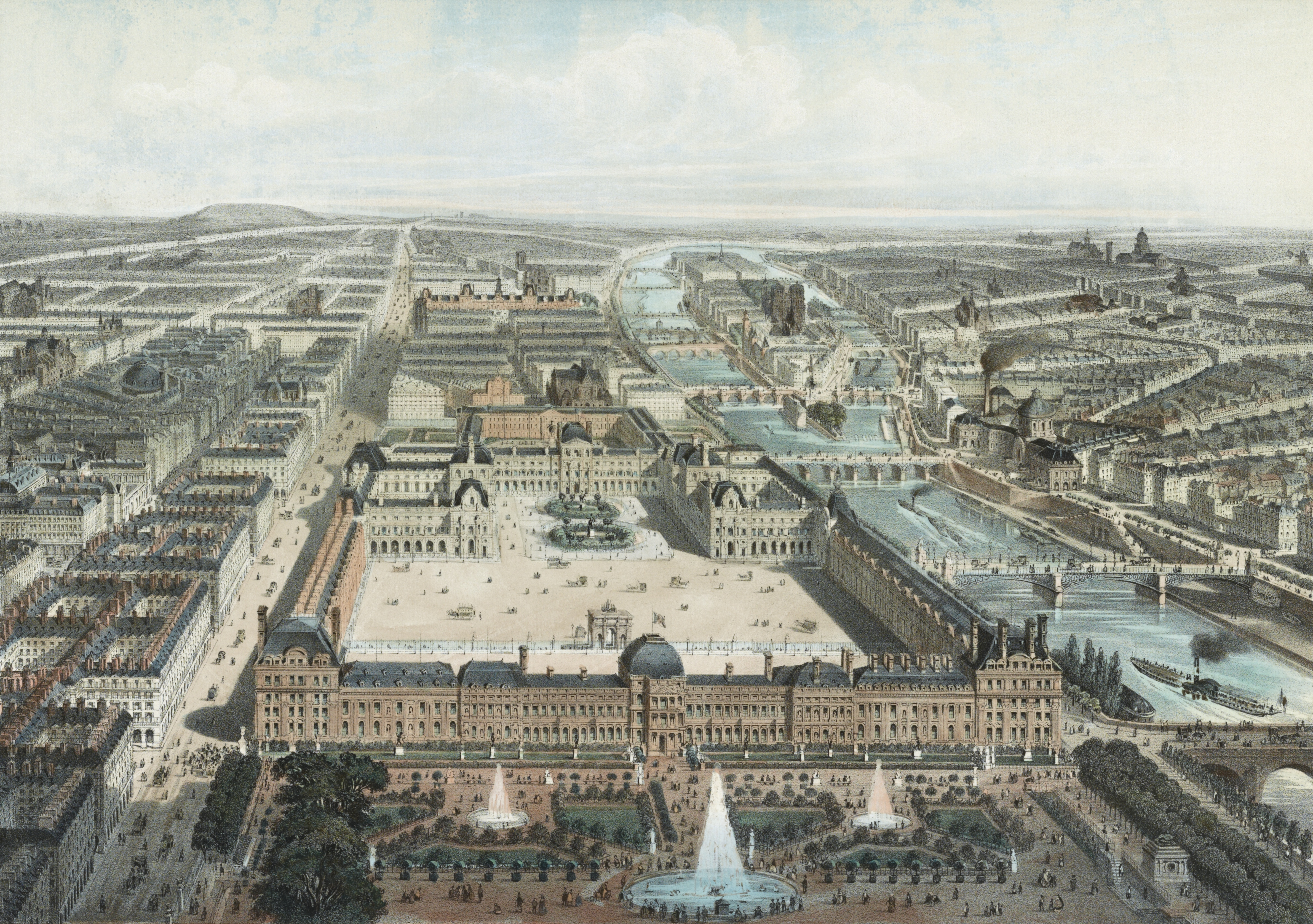
Le palais des Tuileries dans les années 1860.

Dans l'après-midi du 3 septembre 1870, le ministre de l'Intérieur Henri Chevreau se rend auprès de l'impératrice au palais des Tuileries pour l'informer des nombreux télégrammes de maires et de sous-préfets qui lui signalent des passages de soldats français en déroute dans plusieurs localités du Nord et de l'Est de la France. Dans les galeries du palais, il rencontre le directeur des Télégraphes, porteur d'une dépêche dans laquelle Napoléon III annonce à sa femme sa capture et la défaite de Sedan. Henri Chevreau porte la dépêche à l'impératrice qui décide de convoquer aussitôt un Conseil des ministres.

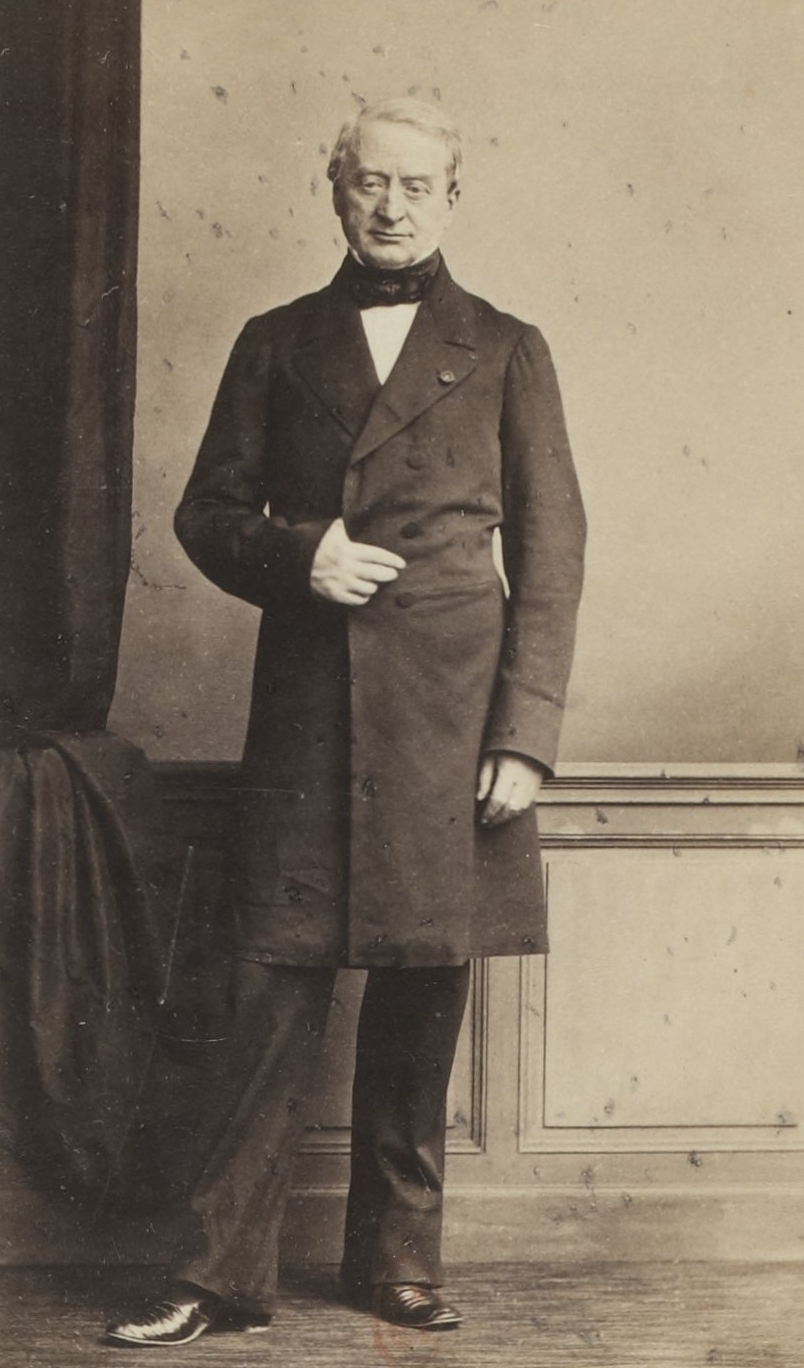
Eugène Schneider, président du Corps législatif.

Réunis autour de l'impératrice à partir de 18 h, les ministres prennent la mesure du désastre mais aucune décision n'est arrêtée concernant la conduite à tenir. L'installation de l'impératrice et d'une délégation gouvernementale dans une ville de province est évoquée mais l'idée n'est pas retenue, par crainte que la population parisienne y voie une trahison au moment où l'armée prussienne marche sur la capitale. De même, le président du Corps législatif Eugène Schneider, que sa fonction autorise à participer au Conseil avec voix consultative, profite d'une suspension de séance pour soumettre à Eugénie l'idée du transfert du pouvoir exécutif à une commission élue par les députés, ce qui permettrait selon lui d'éviter une révolution et de contenter la population par le retrait des responsables de la défaite. L'impératrice refuse également cette proposition. L'ensemble des ministres, appuyés par Eugène Schneider, s'accordent pour ne pas convoquer le Corps législatif avant le lendemain à midi, soit après un nouveau Conseil des ministres fixé à 8 h du matin. Une proclamation aux Parisiens annonçant la défaite et rédigée à la hâte par le ministre de l'Agriculture et du Commerce Clément Duvernois est également adoptée.

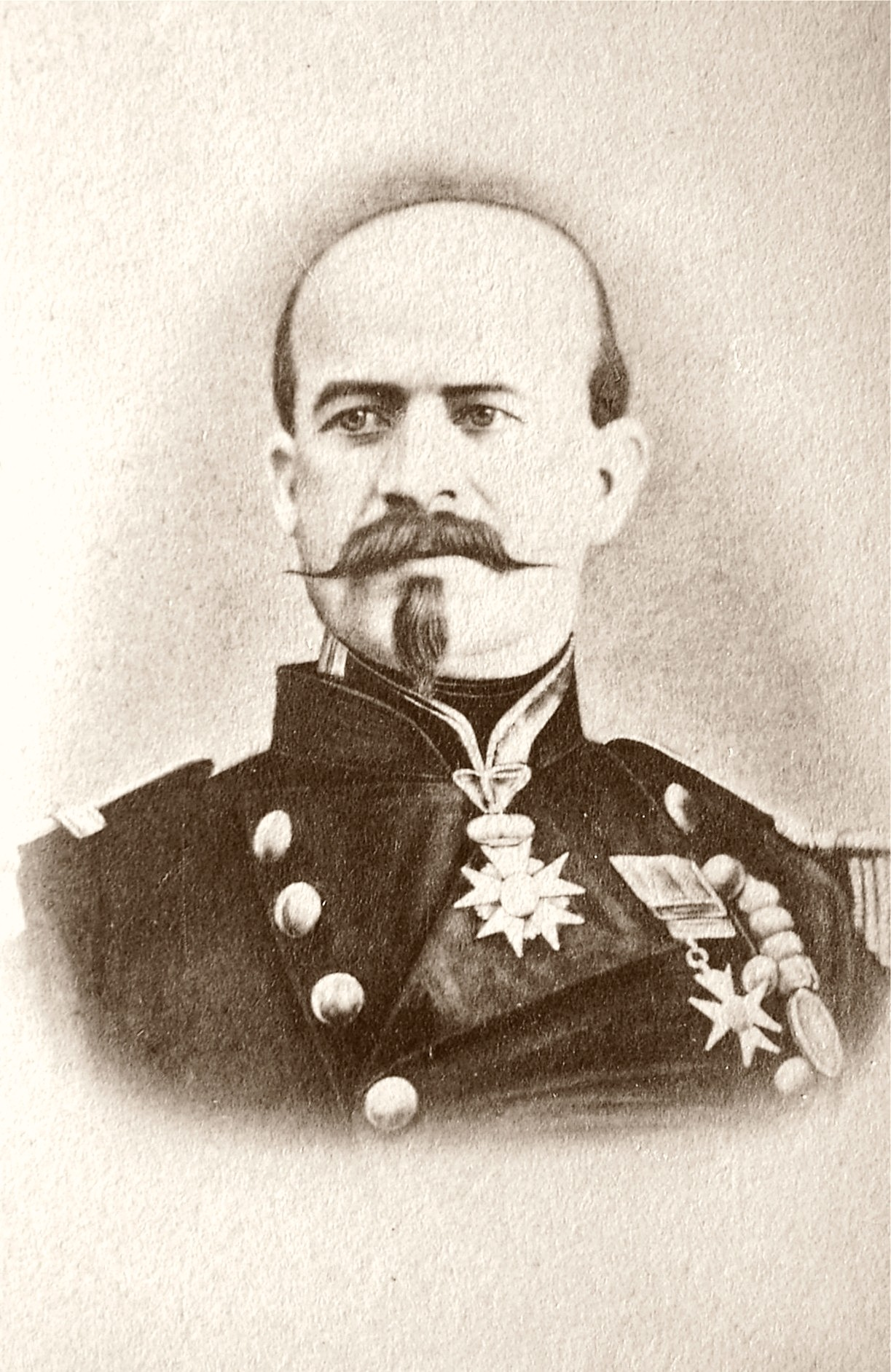
Le général Trochu, gouverneur militaire de Paris.

L'essayiste Pierre Cornut-Gentille explique l'indécision de l'impératrice par le fait qu'elle ne peut alors rien décider avant de connaître les intentions du général Trochu, gouverneur militaire de Paris, qui refuse pourtant de la rencontrer le soir-même malgré l'insistance du ministre de l'Intérieur Henri Chevreau. Pour de nombreux bonapartistes, ce refus est une preuve de trahison du gouverneur. Ils l'accusent d'avoir pactisé depuis longtemps avec les républicains pour abattre le régime, mais l'attitude de Trochu résulte plus certainement, selon Pierre Cornut-Gentille, de la défiance que l'impératrice et le ministre de la Guerre n'ont eu de cesse de manifester à son égard depuis sa nomination. Pour l'historien Éric Anceau, le général Trochu « ne souhaite pas non plus compromettre sa popularité en se liant à la régente au milieu de l'effondrement général, et préfère apparaître, le moment venu, comme un sauveur ». Le gouverneur militaire de la capitale et ses collaborateurs travaillent une partie de la soirée et de la nuit sur les mesures à prendre pour accélérer les travaux des ouvrages défensifs de la capitale.

#### Réunion entre Adolphe Thiers et des députés républicains

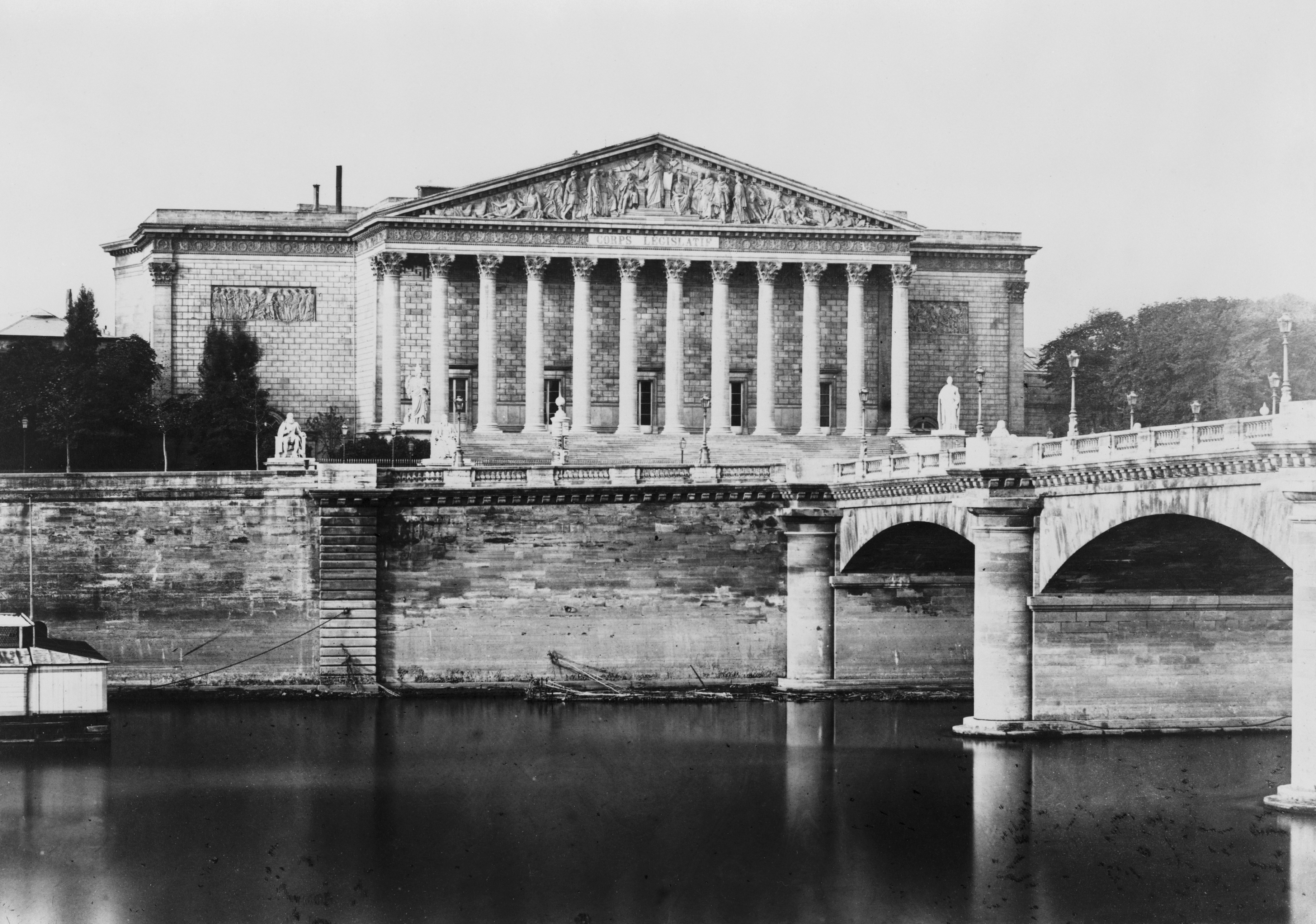
Le palais Bourbon sous le Second Empire.

La nouvelle de la défaite française est portée au palais Bourbon, où siège le Corps législatif, au moment même où l'impératrice reçoit le télégramme de Napoléon III. De nombreux députés se pressent autour d'Adolphe Thiers : pourtant critiqué pour son engagement pacifiste quelques semaines plus tôt, il apparaît alors pour beaucoup comme l'homme providentiel. Un groupe de députés républicains, composé de Jules Favre, Louis-Antoine Garnier-Pagès, Léon Gambetta, Jules Ferry et Joseph Magnin, l'entraîne à l'écart pour lui exposer son projet : il s'agit de confier à Thiers la tête d'un « comité de défense nationale provisoire » qui rassemblerait des députés des différentes familles politiques à l'exception des bonapartistes. Selon eux, après la capitulation déshonorante, la régente et le gouvernement n'ont d'autre choix que de quitter le pouvoir et seule une personnalité comme Thiers est susceptible de faire l'union sur son nom. Pour Adolphe Thiers, il n'y a pas d'autre issue qu'une paix défavorable à signer avec la Prusse : bien que d'accord avec l'idée d'un gouvernement élargi qui provoquerait la déchéance de l'empereur, il refuse d'en faire partie car il ne veut pas endosser les conséquences d'une guerre qu'il a tout fait pour prévenir. Ce faisant, Thiers insiste pour que ni lui ni les républicains n'assument de responsabilité.

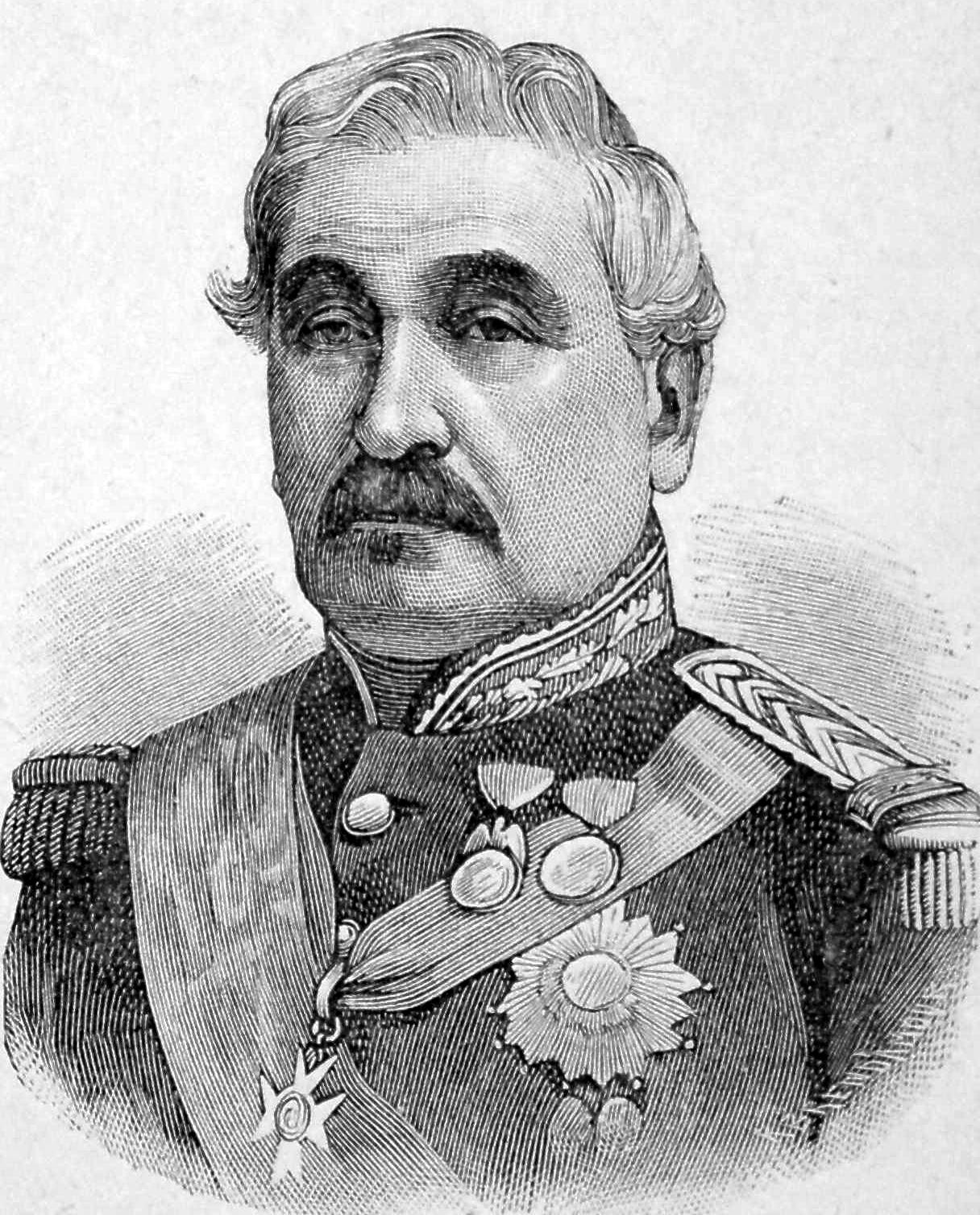
Le ministre de la Guerre Charles Cousin-Montauban, comte de Palikao.

Jules Favre avance alors l'idée d'un triumvirat composé du président du Corps législatif Eugène Schneider, du ministre de la Guerre Charles Cousin-Montauban et du gouverneur de Paris le général Trochu. Avant de se séparer, Adolphe Thiers et les cinq républicains promettent de se revoir après que chacun a sondé ses partisans sur la question.

#### Rassemblements populaires et embarras des républicains
À la nuit tombante, des rassemblements spontanés se forment dans les rues et les boulevards parisiens. Une foule nombreuse prend part à une manifestation depuis la place de la Bastille, finalement dispersée sans heurts à hauteur de la rue Montmartre par des sergents de ville. La colère des Parisiens s'exprime d'abord à l'encontre de Napoléon III, accusé de lâcheté et de traitrise. En début de soirée, la foule se presse sur la place et le pont de la Concorde, dans l'espoir que le Corps législatif se réunisse pour prononcer la déchéance de l'Empereur.

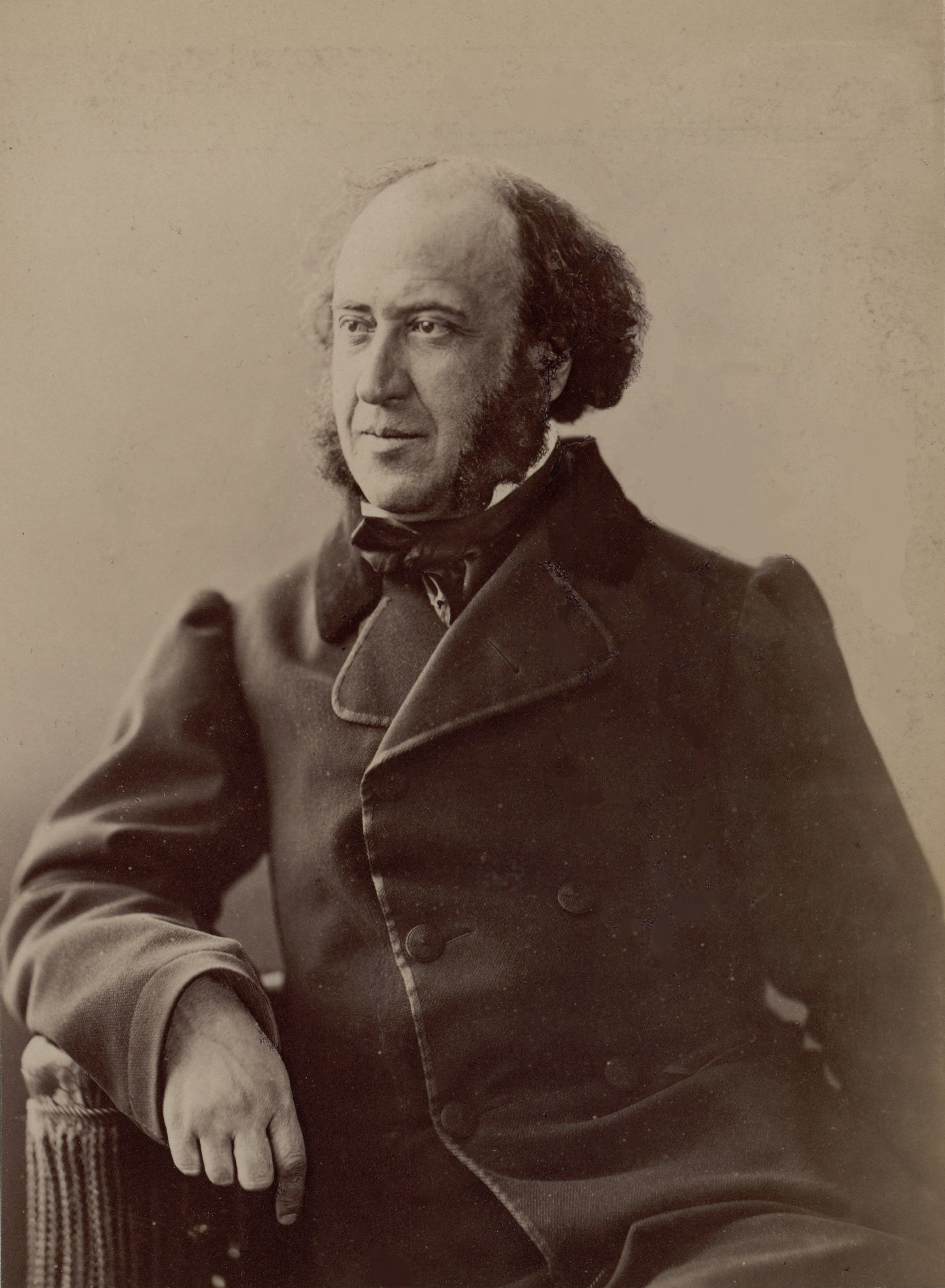
Le député Jules Simon.

Au sein du palais Bourbon, où règne une grande effervescence, les députés républicains sont dans une situation inconfortable. Les plus nombreux rejettent la présence du ministre de la Guerre dans le futur gouvernement car ils le jugent responsable du désastre. Son maintien aux responsabilités pourrait entraîner une insurrection, ce qu'ils souhaitent encore éviter. Contrairement aux républicains révolutionnaires qui ne siègent pas à l'Assemblée, les républicains modérés du Corps législatif défendent depuis des années leur volonté d'être portés au pouvoir démocratiquement. Par conséquent, cautionner une émeute révolutionnaire reviendrait à renier ce principe. Par ailleurs conscients de l'urgence de promouvoir un nouveau gouvernement, les républicains refusent d'en prendre seuls la responsabilité pour ne pas s'exposer à l'humiliation de la défaite, ce que reconnaît quelques années plus tard le député Jules Simon : « Nous ne voulions pas que la République héritât des malheurs du pays »,.
Ils avancent alors l'idée d'un gouvernement d'union mandaté par le Corps législatif, en intégrant cette fois les bonapartistes. L'orléaniste Adolphe Thiers serait la personnalité dominante de ce gouvernement composé de neuf membres, dont quatre députés républicains et quatre députés de la majorité bonapartiste. Les rapports soulignant la détermination de plusieurs groupes massés autour du palais Bourbon, la nécessité apparaît de réunir le Corps législatif en assemblée pendant la nuit pour annoncer le transfert du pouvoir exécutif dès le lever du jour aux Parisiens. Cependant qu'une partie des députés se charge d'obtenir du président Eugène Schneider qu'il convoque immédiatement la séance, Léon Gambetta tente de rassurer la foule rassemblée aux grilles du palais Bourbon.

#### Séance de nuit du Corps législatif

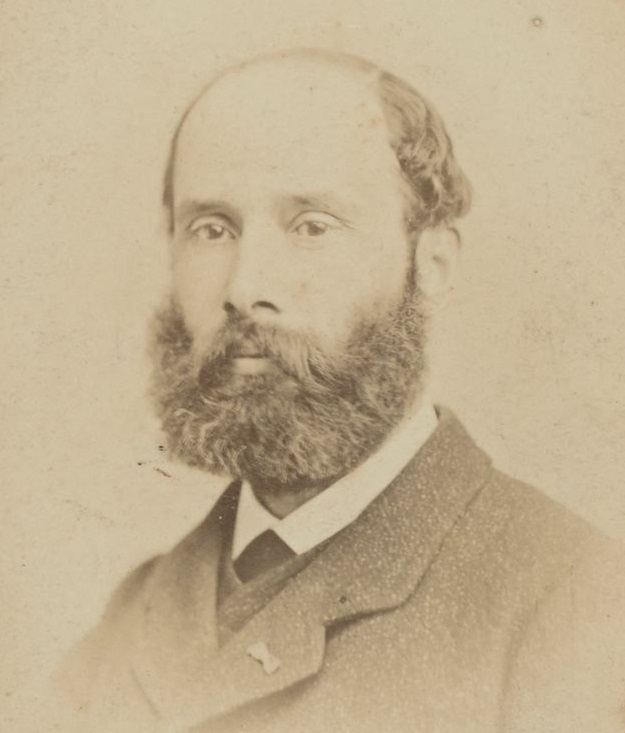
Le député Émile de Kératry.

En fin de soirée du 3 septembre, une délégation de 36 députés conduite par Émile de Kératry, officier de cavalerie orléaniste rallié aux républicains, et par Ernest Dréolle, bonapartiste autoritaire, vient donc exiger du président Eugène Schneider, qui dîne dans ses appartements de l'hôtel de Lassay, qu'il convoque sans tarder le Corps législatif. Schneider, « écartelé entre sa fidélité au couple impérial et ses convictions », finit par céder et annonce la convocation d'une séance à minuit.
Vers 23 h, le comte de Palikao, ministre de la Guerre, arrive à son tour à l'hôtel de Lassay, furieux. Comme d'autres ministres qui le rejoignent, il reproche à Schneider la tenue de cette séance alors qu'aucune décision n'a été prise en ce sens en Conseil des ministres, d'autant plus que, selon lui, aucune initiative ne peut être prise sans l'aval de l'impératrice Eugénie. Eugène Schneider multiplie cependant les consultations pour tenter d'arriver à un compromis. Le député républicain Antoine-Léonce Guyot-Montpayroux lui déclare : « Si cette nuit vous arrivez à une solution, si le Journal officiel de demain matin contient une proclamation et des résolutions de nature à arrêter l'émotion publique […], s'il y a une résolution qui place le pouvoir entre les mains du Corps législatif, je suis convaincu que le général Trochu se mettra à la disposition de l'Assemblée, et alors vous n'aurez pas de révolution dans la rue. Si au contraire, Paris se réveille demain sans que rien de sérieux ait été résolu, vous aurez une révolution. » Après l'intervention des députés Ernest Dréolle et Pierre Calvet-Rognat, Palikao accepte finalement de se rendre dans l'hémicycle et d'assister à la séance qui s'ouvre à 1 h du matin, le 4 septembre 1870.

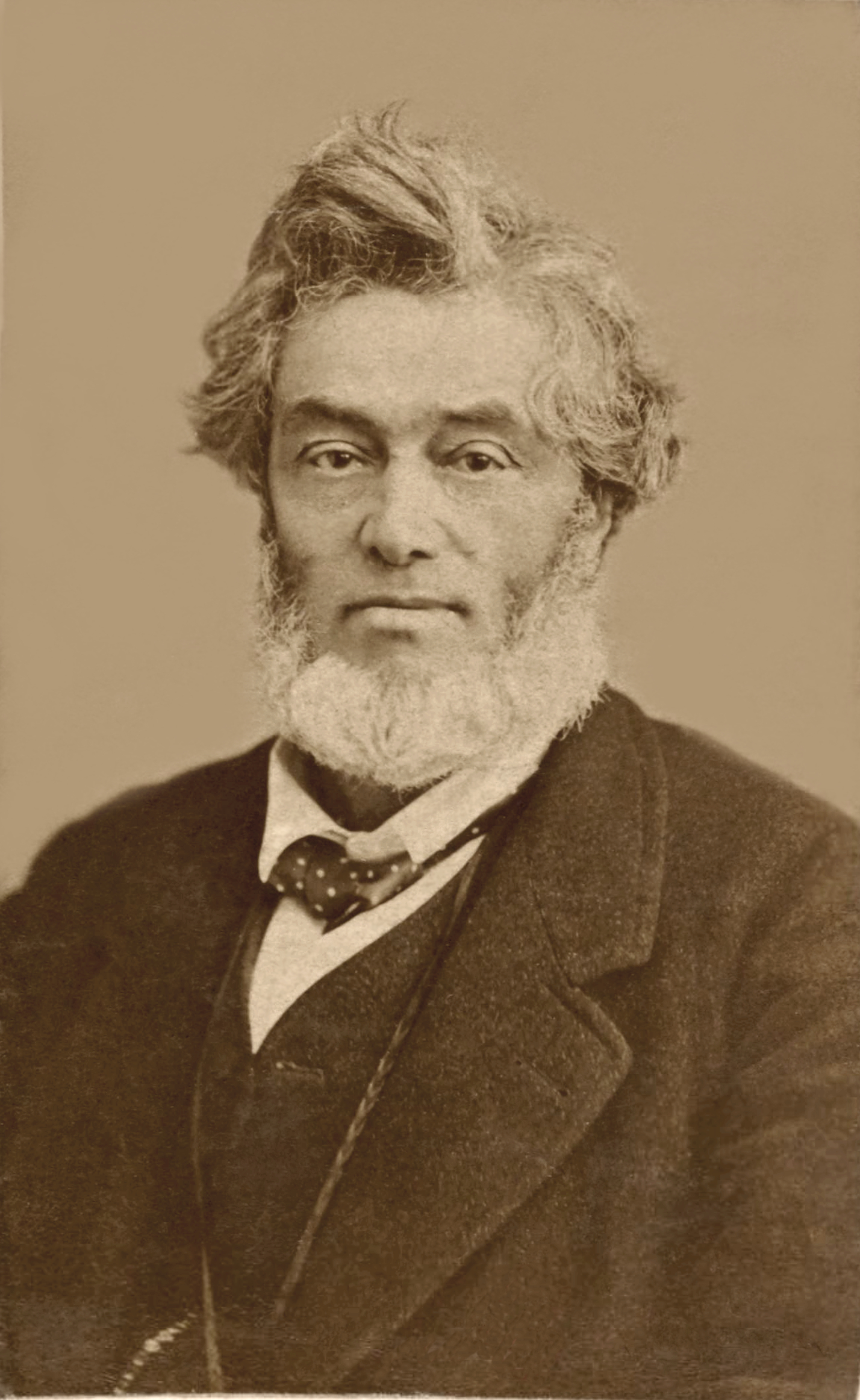
Le député Jules Favre.

Le ministre de la Guerre prend le premier la parole. Après avoir reconnu que les ministres n'ont pas encore délibéré sur les décisions à prendre, il réclame un report de la séance le jour même à midi. Le républicain Jules Favre qui lui succède à la tribune assure qu'il ne s'oppose pas au report, mais il expose, au nom de tous les républicains, une motion de trois articles, signée par 27 députés et qu'il entend soumettre au vote dès la prochaine séance, :

« Louis-Napoléon Bonaparte et sa dynastie sont déclarés déchus du pouvoir. Il sera nommé par le Corps législatif une commission […] investie de tous les pouvoirs du gouvernement et qui aura pour mission expresse de résister à outrance à l'invasion et de chasser l'ennemi du territoire. […] Le général Trochu est maintenu comme gouverneur général de Paris. »

La séance est levée à 1 h 20 ; cependant, chacun comprend alors que, devant l'inertie du gouvernement, il devient très probable que la majorité se résigne dans les heures qui viennent à transférer le pouvoir exécutif de la régente à un gouvernement choisi par l'Assemblée : « Il fallait laisser à Thiers et aux bonapartistes libéraux le temps de mettre au point une motion acceptable par la majorité », comme l'affirme Pierre Cornut-Gentille.

### Journée du4 septembre

#### Réunion du Conseil des ministres

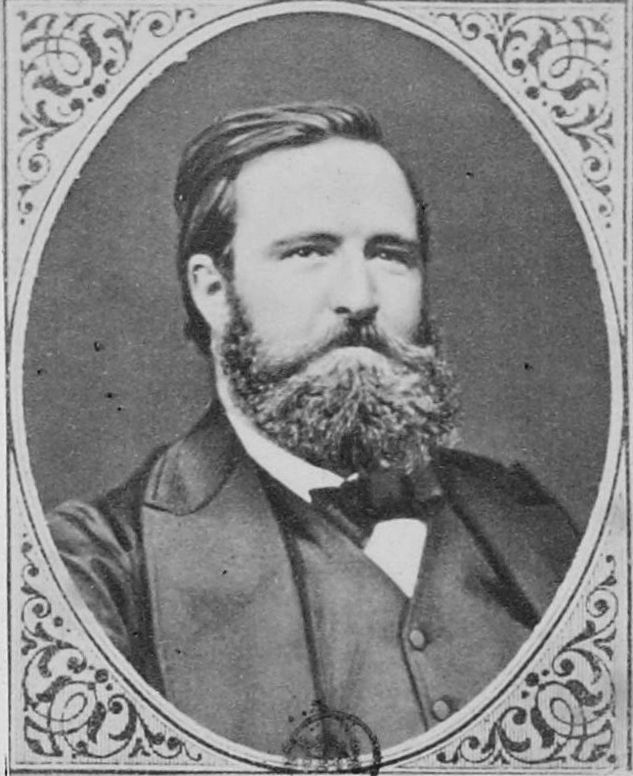
Clément Duvernois, ministre de l'Agriculture et du Commerce.

Le Conseil des ministres prévu à 8 h est finalement retardé par les visites à l'impératrice du général Trochu puis de Ferdinand de Lesseps, cousin éloigné d'Eugénie qui, après avoir consulté son ami Émile de Girardin, tente de la convaincre d'opter pour un retrait provisoire, ce qu'elle refuse,.
Au Conseil, le ministre de l'Agriculture et du Commerce Clément Duvernois propose en premier lieu d'utiliser la force en déclarant l'état de siège pour arrêter les chefs républicains et éteindre ainsi toute tentative de révolution. Cette proposition est rejetée par l'impératrice qui récuse tout recours à la violence. Eugène Schneider défend alors la proposition de Louis Buffet, ancien ministre des Finances, auteur d'un texte rédigé pendant la nuit avec le soutien d'autres députés en vue d'assurer le transfert du pouvoir exécutif dans les mains d'une commission élue par l'Assemblée. Malgré le soutien du ministre Jules Brame, la proposition n'est pas retenue. Elle est toutefois reprise en partie : les ministres retiennent l'idée d'un conseil de régence élu par l'Assemblée, auquel s'ajouterait la désignation d'un lieutenant général du conseil en la personne du comte Palikao et dans lequel l'impératrice conserverait sa place.
Cette proposition est à son tour rejetée par les députés qui accueillent le ministre de la Guerre peu avant midi au palais Bourbon. Il est alors décidé qu'un groupe de six députés conduit par Louis Buffet et Napoléon Daru se rende aussitôt au palais des Tuileries pour tenter d'infléchir la position de l'impératrice. Cette dernière se montre d'abord inflexible, mais devant l'insistance des députés qui affirment que l'adoption d'un tel texte provoquerait l'insurrection, elle se résout à se retirer si le ministre Palikao approuve à son tour cette décision.

#### Nouvelle séance du Corps législatif

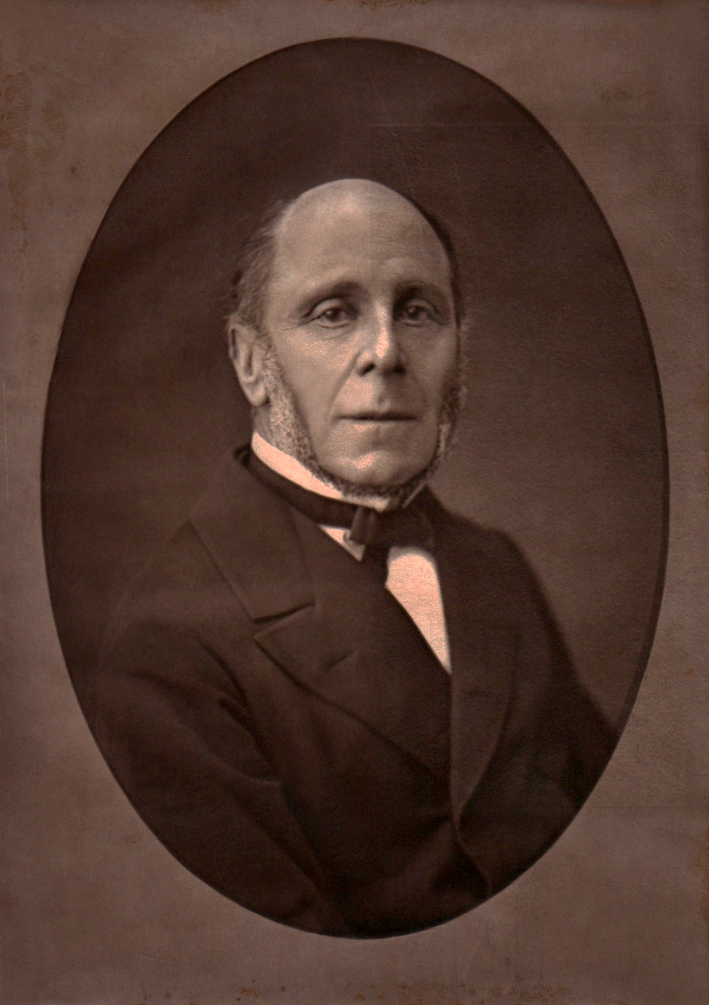
Louis Martel, rapporteur de la commission chargée d'examiner les motions déposées.

Au matin du 4 septembre, les Parisiens découvrent la déclaration du Conseil des ministres placardée pendant la nuit sur les murs des bâtiments publics. Les journaux ayant exhorté la foule à venir nombreuse devant l'Assemblée pour exiger la déchéance de l'Empereur, le flux des manifestants ne cesse d'augmenter au cours de la matinée. Pour autant, la foule n'est pas agressive et manifeste dans un « climat euphorique et gentiment frondeur ». Un service d'ordre de grande ampleur est détaché en vue d'assurer la sécurité des députés ; c'est en effet quelque 5 000 hommes (sergents de ville et inspecteurs de police, gendarmes à pied et à cheval, soldats de la garnison) qui sont massés à proximité de l'édifice par le chef du gouvernement, Charles Cousin-Montauban.
À 13 h 15, le président Schneider ouvre la séance du Corps législatif. Cousin-Montauban et le député Adolphe Thiers montent à leur tour à la tribune pour présenter leurs propositions. Ils s'accordent tous les deux sur la création d'un gouvernement nommé par la Chambre, mais le premier réaffirme sa volonté d'être nommé lieutenant général de ce conseil tandis que le second veut ouvrir la porte à un changement de régime institutionnel en évoquant la tenue d'une assemblée constituante dès que les circonstances le permettront. De son côté, Jules Favre maintient la proposition de déchéance de l'Empereur déposée lors de la séance de nuit.
L'urgence est déclarée et les trois propositions sont aussitôt renvoyées à l'examen d'une commission chargée de rédiger un texte susceptible de recueillir une large majorité. Cette commission approuve à l'unanimité le texte de Thiers, en le modifiant légèrement, et désigne Louis Martel pour en être le rapporteur : « Vu les circonstances, la Chambre élit une commission composée de cinq membres choisis par le Corps législatif. Cette commission nommera les ministres. Dès que les circonstances le permettront, la nation sera appelée à élire une Assemblée constituante qui se prononcera sur la forme du gouvernement. » Cependant, alors qu'ils s'apprêtent à rejoindre l'hémicycle, les membres de la commission apprennent que le palais est envahi et qu'aucune séance ne peut plus s'y tenir.

#### Envahissement du palais Bourbon

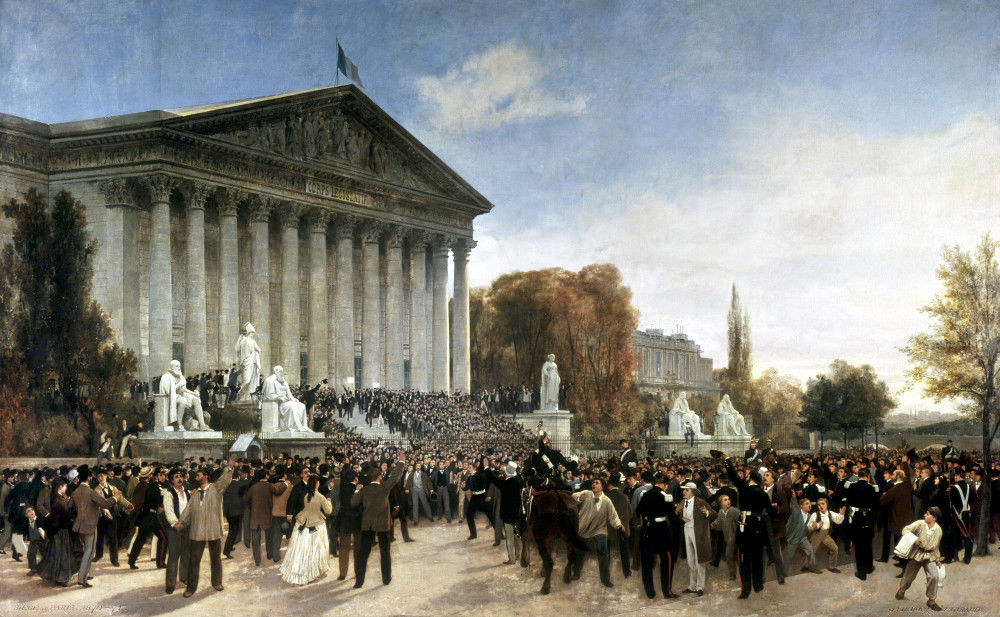
La foule devant le Corps législatif au matin du 4 septembre 1870, peinture de Jacques Guiaud et Jules Didier.

La présence de manifestants aux abords du palais Bourbon inverse le rapport de forces et montre au gouvernement comme aux députés bonapartistes les plus fidèles au régime la détermination du peuple. Si la plupart des Parisiens qui se pressent devant le palais agissent par inquiétude ou par curiosité quant à la suite des événements, des blanquistes et d'autres révolutionnaires se mêlent à la foule dans l'espoir de précipiter la chute de l'Empire et de réaliser enfin la démocratie populaire et égalitaire qui a échoué en 1848.
À l'ouverture de la séance du Corps législatif, les tribunes du public sont pleines. Les républicains ont fait en sorte de réunir nombre de leurs amis, parmi lesquels figurent d'anciens députés révolutionnaires de la Deuxième République comme Jules Miot et Étienne Arago, qui poussent à l'insurrection. À l'extérieur du bâtiment, l'agitation de la foule augmente et le général de Caussade, chargé de commander les opérations de maintien de l'ordre, ne se montre pas à la hauteur de la tâche qui lui est confiée. Décrit comme un « militaire honorable, mais vieux, alourdi, malade, sans autorité comme sans vigueur », il est rapidement débordé. Une fois les grilles ouvertes, il devient impossible d'endiguer le flot des manifestants qui envahit les jardins et les couloirs du palais. Plusieurs gardes nationaux et des activistes investissent les tribunes pendant la suspension de séance, déterminés à empêcher la reprise des débats.

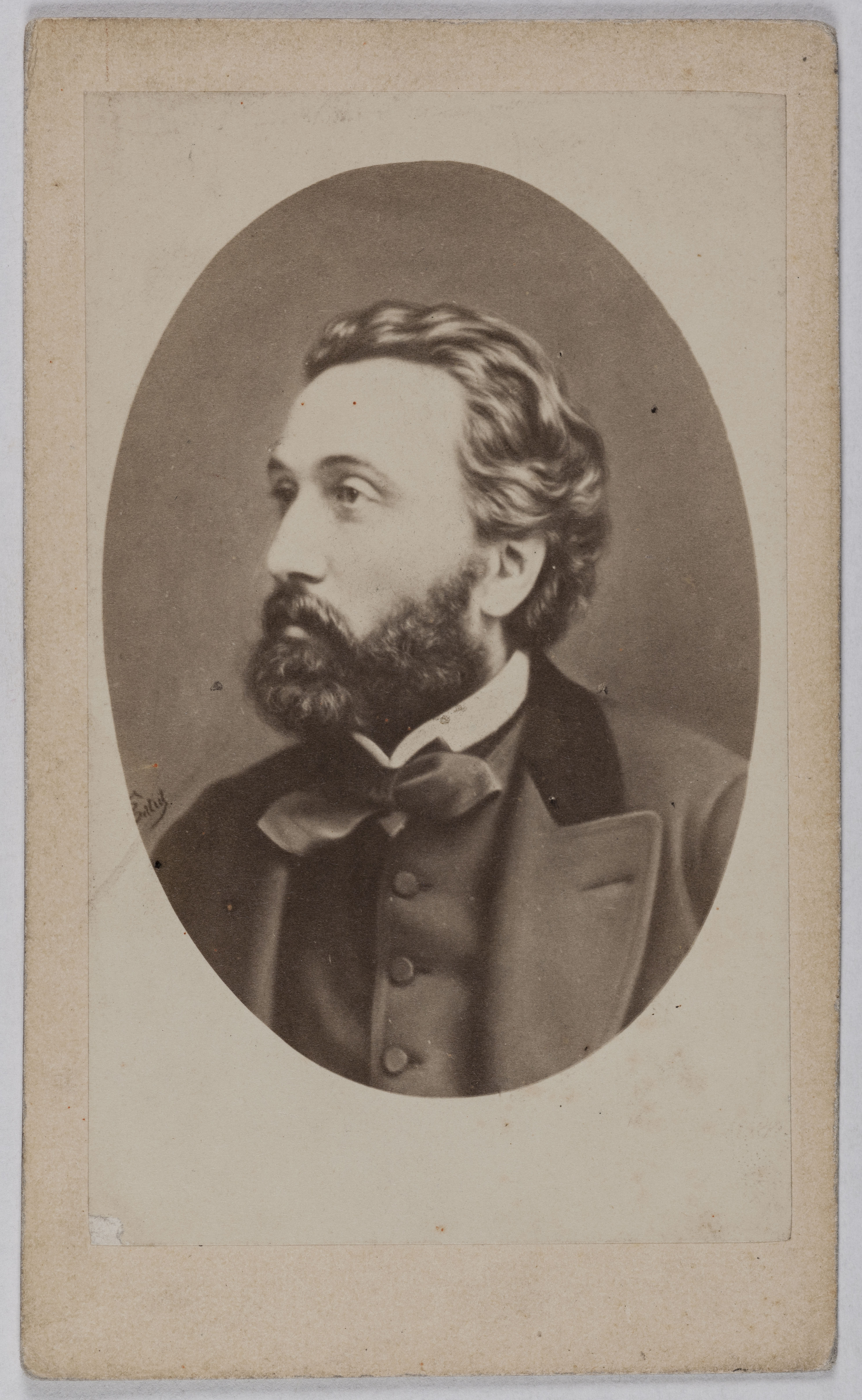
Le député républicain Léon Gambetta.

Des députés républicains, dont Léon Gambetta, tentent en vain de convaincre la foule de laisser l'Assemblée délibérer sans contrainte, évoquant à demi-mot que celle-ci s'apprête à voter la déchéance de l'empereur. Vers 15 h, alors que la tension est retombée d'un cran et que les députés attendent le retour de la commission Martel, un bruit énorme retentit : la porte située en face de la tribune présidentielle explose, de nombreux manifestants s'engouffrent et investissent les bancs des députés. Sous la protection de Joseph Magnin et de quelques gardes nationaux, le président Schneider est évacué. Léon Gambetta, qui ne veut pas que la situation lui échappe définitivement, monte à la tribune et déclare : « Citoyens, attendu que tout le temps nécessaire a été donné à la représentation nationale pour prononcer la déchéance ; attendu que nous sommes et que nous constituons le pouvoir régulier issu du suffrage universel libre, nous déclarons que Louis-Napoléon Bonaparte et sa dynastie ont à jamais cessé de régner sur la France. »
Cette déclaration, contraire à la position qu'il défendait quelques minutes plus tôt, apparaît comme le seul moyen de canaliser la foule et d'endiguer l'insurrection. À son tour, Jules Favre exhorte les manifestants à ne pas provoquer la guerre civile. Gambetta et lui affirment que ce n'est pas au palais Bourbon qu'il faut proclamer la République mais à l'hôtel de ville,.

#### Fuite de l'impératrice

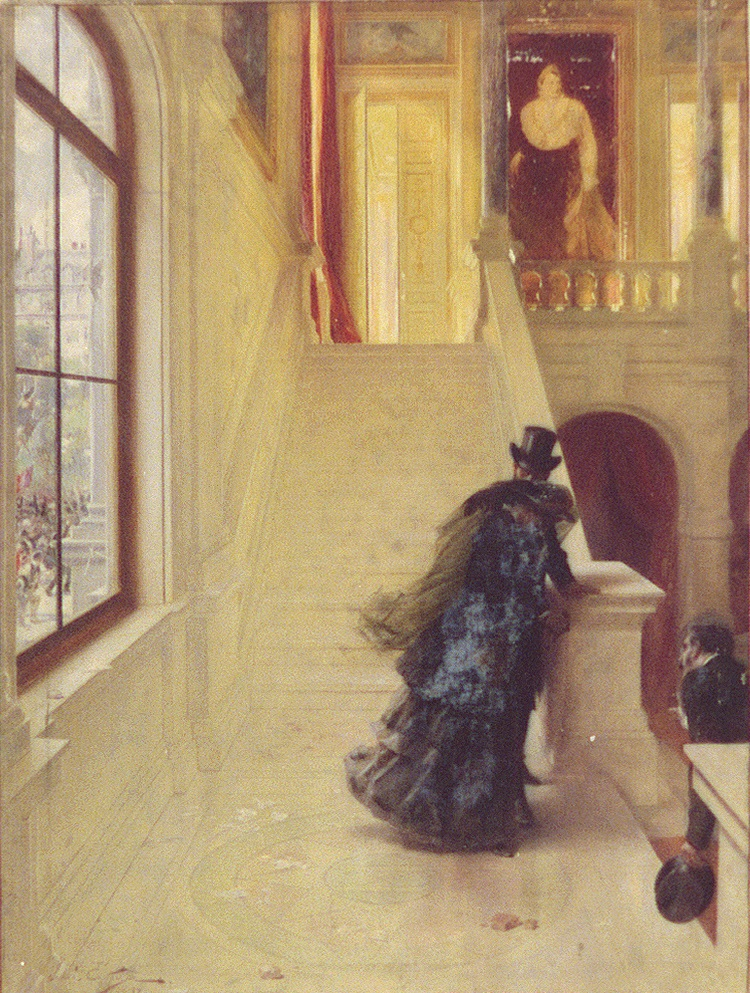
L'impératrice Eugénie quittant le palais des Tuileries, sur un tableau d'André Castaigne.

Pendant la durée des événements au palais Bourbon, l'impératrice régente déjeune entourée d'un groupe de fidèles au palais des Tuileries, où aucune dépêche ne parvient. L'un des convives, Ferdinand de Lesseps, se rend directement auprès du Corps législatif pour s'enquérir de la situation, tandis que le chambellan Joseph de Lezay-Marnésia est chargé de ramener le préfet de police de Paris Joseph Marie Pietri.
Le ministre de l'Intérieur Henri Chevreau arrive aux Tuileries porteur d'une série de mauvaises nouvelles pour l'impératrice. Une dépêche qu'il vient de recevoir lui indique que la République a été proclamée le matin même à Lyon, où le drapeau rouge a été hissé sur l'hôtel de ville. Par ailleurs, il relate le début de l'invasion du palais Bourbon, tout en indiquant à l'impératrice le ralliement de nombreux députés bonapartistes à la motion d'Adolphe Thiers. Arrivé à son tour aux Tuileries, le préfet Pietri constate que la foule commence à se presser aux grilles du palais et que, sans faire usage des armes, il serait impossible d'en empêcher l'invasion. L'impératrice Eugénie, résignée, consent à fuir le palais.
Son exfiltration est organisée à la hâte. Alors qu'une sortie par les Tuileries ou les quais de Seine, au milieu de la foule, est impossible, Eugénie est conduite à travers la Grande Galerie du Louvre par Charles Étienne Conti, chef du cabinet de l'empereur, Costantino Nigra, ambassadeur d'Italie, et Richard Klemens von Metternich, ambassadeur d'Autriche, puis jusqu'à la place Saint-Germain-l'Auxerrois par ces deux derniers. Accompagnée de sa lectrice, Adélaïde Lebreton, elle monte à bord d'un fiacre et se réfugie finalement chez un proche de la famille impériale, le docteur Thomas W. Evans. C'est lui qui, le 5 septembre au matin, organise la fuite de l'impératrice. Eugénie voyage sous la fausse identité d'une femme malade que son frère, son infirmière et son médecin emmènent en Angleterre pour la faire soigner. Le petit groupe arrive à Deauville le 7 septembre avant d'embarquer le lendemain sur un yacht anglais dans le port de Trouville.

#### Proclamation de la République à l'hôtel de ville

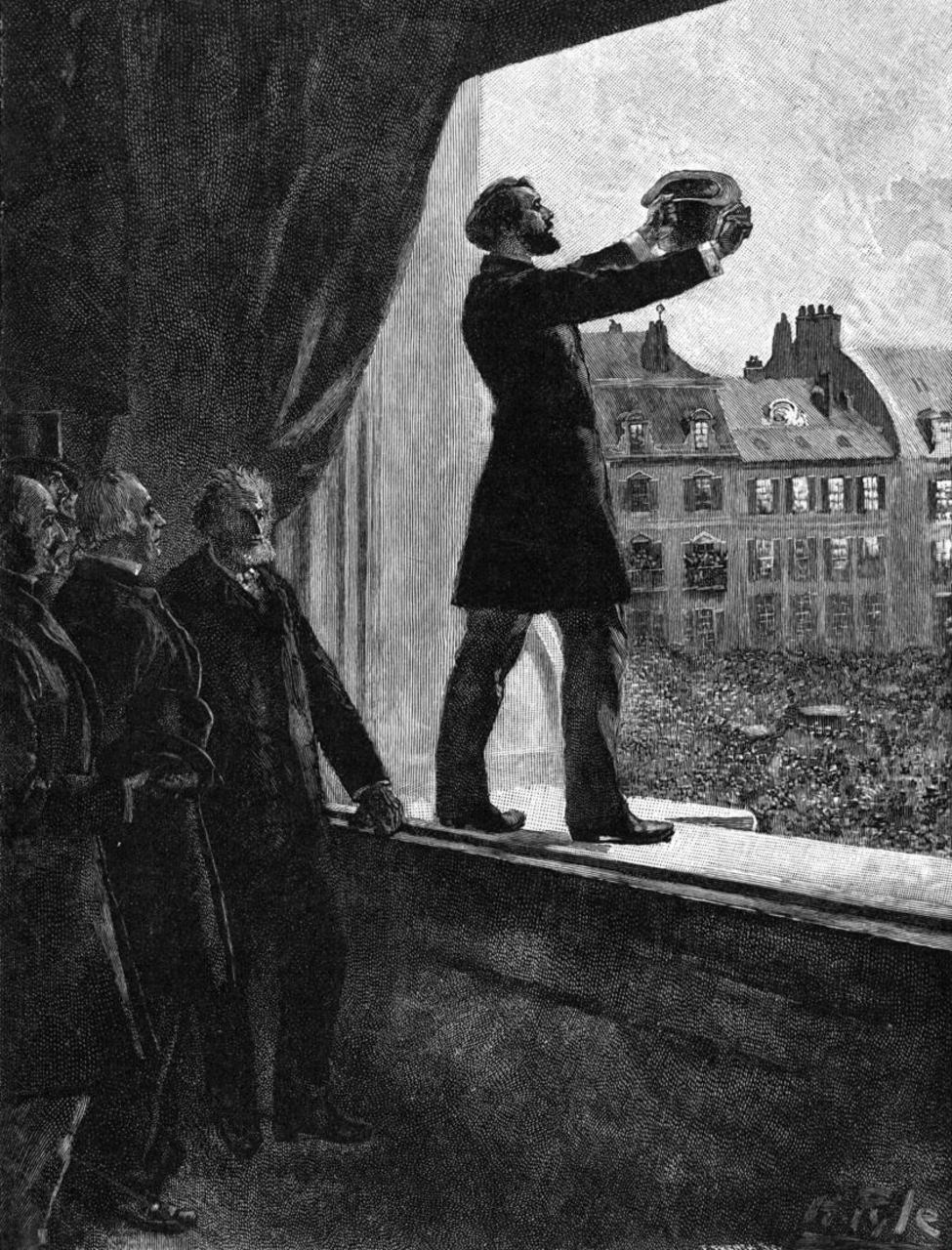
Léon Gambetta proclamant la République à l'hôtel de ville de Paris, le 4 septembre 1870.

Les manifestants qui se dirigent du palais Bourbon vers l'hôtel de ville se scindent en deux cortèges ; l'un conduit par Jules Ferry et Jules Favre, à pied, sur la rive droite, l'autre dans le sillage de Léon Gambetta qui se déplace en calèche ouverte sur les quais de la rive gauche. Tous se rejoignent devant l'hôtel de ville à 15 h 55.
La foule se presse à l'intérieur du bâtiment dans une grande effervescence mais sans violence. Certains meneurs révolutionnaires, guidés par Jean-Baptiste Millière, dressent une liste de ministres qu'ils font circuler et acclamer par la foule, mais pour les députés républicains il n'est pas question de laisser s'installer un gouvernement dominé par les extrémistes. Dressé sur une banquette, Jules Favre fait acclamer la république et reprend le contrôle de la situation. Les députés républicains, réunis dans une petite salle dont les fenêtres donnent sur la place, prennent une série de décisions dans l'urgence. Étienne Arago, qui jouit d'une grande popularité, est nommé maire de Paris. Le député Ernest Picard rédige sous le contrôle de ses collègues une proclamation qui est aussitôt remise à Antoine-Léonce Guyot-Montpayroux en vue de la faire imprimer et placarder au plus vite :

« Français !

Le Peuple a devancé la Chambre, qui hésitait. Pour sauver la Patrie en danger, il a demandé la République.

Il a mis ses représentants non au pouvoir, mais au péril.

La République a vaincu l'invasion en 1792, la République est proclamée.

La Révolution est faite au nom du droit, du salut public.

Citoyens, veillez sur la Cité qui vous est confiée ; demain vous serez, avec l'armée, les vengeurs de la Patrie !

Hôtel de ville de Paris, le 4 septembre 1870.

Signé : Emmanuel Arago, Crémieux, Dorian, Jules Favre, Jules Ferry, Guyot-Montpayroux, Léon Gambetta, Garnier-Pagès, Magnin, Ordinaire, Tachard, Pelletan, E. Picard, Jules Simon. »

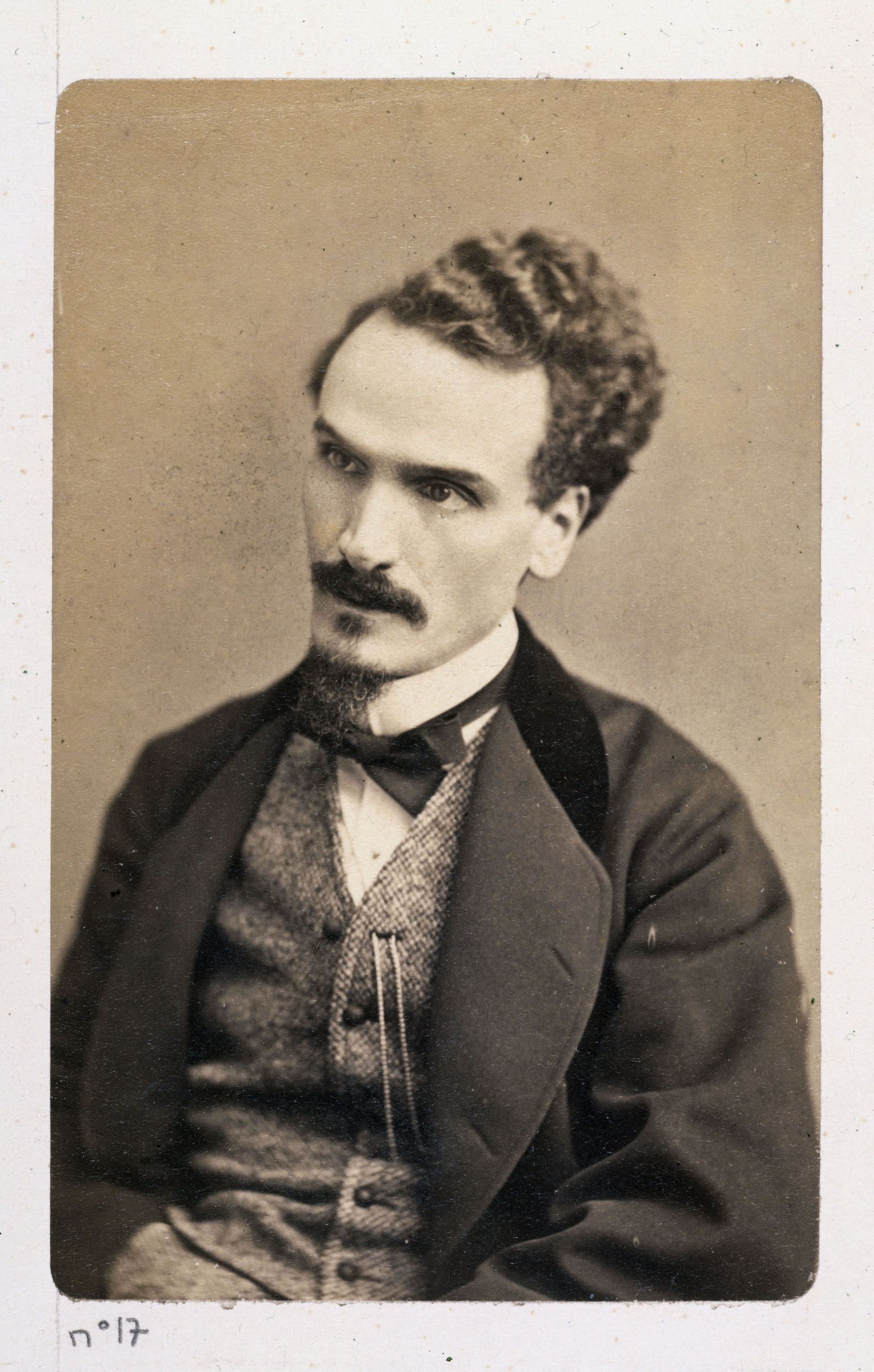
Henri Rochefort.

Il est alors décidé que le nouveau gouvernement soit composé de tous les députés élus à Paris, en vue d'assurer sa légitimité. Cette proposition présente un grand avantage pour les chefs républicains : la plupart d'entre eux (Jules Favre, Jules Ferry, Adolphe Crémieux, Louis-Antoine Garnier-Pagès, Emmanuel Arago) sont députés de Paris depuis 1869, tandis que Léon Gambetta, Ernest Picard et Jules Simon ont été élus par les Parisiens avant d'opter pour une circonscription en province conformément à la loi autorisant les candidatures multiples. La présence du polémiste révolutionnaire Henri Rochefort, lui aussi élu député de Paris l'année précédente à l'occasion de l'élection partielle consécutive à l'option de Gambetta pour les Bouches-du-Rhône et qui n'a cessé d'attaquer violemment les chefs républicains dans ses articles, n'est pas un frein à cette proposition, dans la mesure où les républicains modérés y voient un moyen de neutraliser l'extrême gauche en l'intégrant au gouvernement. Rochefort, qui vient juste d'être libéré par des militants de la prison Sainte-Pélagie où il était incarcéré depuis quelques mois, est porté par ses soutiens jusqu'à l'hôtel de ville où il se présente ceint d'une écharpe rouge. Un temps hésitant, il finit par accepter une place dans le gouvernement,.
Les députés Alexandre Glais-Bizoin et Daniel Wilson sont envoyés au Louvre pour convaincre le général Trochu de prendre le ministère de la Guerre, un poste où, selon les chefs républicains, il est nécessaire de placer un militaire à la fois populaire et respecté de l'armée. Ce dernier accepte à condition de prendre la tête du gouvernement, en raison de la situation militaire dramatique dans laquelle se trouve la France envahie.
Les décisions se succèdent : Émile de Kératry est nommé préfet de police de Paris et François-Frédéric Steenackers à la direction des Télégraphes. La proclamation de la République, portée par Antoine-Léonce Guyot-Montpayroux à l'Imprimerie nationale, où tous les ouvriers sont absents car membres de la manifestation, est finalement imprimée dans les locaux du journal La Liberté. Elle est également télégraphiée dans toutes les régions françaises.

#### Disparition du Corps législatif et du Sénat
Pendant que la République est proclamée à l'hôtel de ville, les députés restés au palais Bourbon décident de tenir séance. L'hémicycle étant encore occupé par des insurgés, un peu plus de 200 députés se réunissent dans la grande salle à manger de l'hôtel de Lassay, la résidence du président Schneider. Ce dernier, meurtri par les violences qu'il a subies lors de son évacuation du palais, fait savoir qu'il reste alité. La séance est donc présidée par l'un des vice-présidents de l'Assemblée, le député vendéen Alfred Le Roux. Le républicain Louis-Antoine Garnier-Pagès exhorte les députés à se rallier au gouvernement provisoire qui doit se constituer au moment même à l'hôtel de ville, ce qui entraîne de vives protestations. Dans le même temps, l'Assemblée apprend la fuite de l'impératrice Eugénie. Après lecture du rapport de la commission Martel, la motion d'Adolphe Thiers, qui prévoit l'élection d'une commission de défense nationale de cinq membres avant la réunion d'une assemblée constituante, est adoptée à la quasi-unanimité. Le député bonapartiste Ernest Dréolle suggère alors l'envoi d'une délégation à l'hôtel de ville pour connaître l'avis des républicains.
La délégation, conduite par Jules Grévy et Louis-Antoine Garnier-Pagès, est reçue par Jules Favre, alors que plusieurs membres du nouveau gouvernement ont déjà rejoint des ministères pour s'assurer qu'ils pourraient en prendre possession une fois tous les portefeuilles répartis. Adolphe Crémieux s'est d'ailleurs rendu au ministère de la Justice pour y rédiger l'acte de dissolution du Corps législatif, ce que Favre se garde bien d'annoncer aux membres de la délégation. De fait, la tentative de conciliation est sans espoir. Il leur indique qu'une délégation du gouvernement se rendra à son tour au palais Bourbon vers 20 h pour faire connaître sa réponse. Garnier-Pagès, élu parisien, apprend à cette occasion qu'il est lui aussi nommé ministre, et se détache des autres députés.
Pendant ce temps, plusieurs députés se sont dispersés dans les rues de Paris : l'allégresse de la foule augmentant à mesure que la rumeur de la proclamation de la République se répand, certains comprennent qu'il est trop tard pour exercer une quelconque influence sur le cours des choses.
À l'heure convenue, Jules Favre et Jules Simon rencontrent Adolphe Thiers à l'hôtel de Lassay. Ce dernier, en tant que député de Paris, peut lui aussi prétendre à une place au sein du gouvernement, ce qu'il refuse. Il est désigné pour présider la séance, au cours de laquelle Favre, après avoir salué la démarche de l'Assemblée, déclare que la formation du gouvernement est un fait accompli, dans le devoir de protéger le pays. Il sollicite alors la ratification de ce nouveau gouvernement, tout en précisant qu'un refus n'y changerait rien. Thiers acquiesce, et estime du devoir de tous les députés « de faire des vœux ardents » pour le succès du nouveau gouvernement. Malgré la plainte de quelques députés, Thiers conclut les débats en déclarant : « Je proteste contre la violence que nous avons subie aujourd'hui. Mais en présence de l'ennemi qui sera bientôt devant Paris, je crois que nous n'avons qu'une chose à faire : nous retirer avec dignité. » La séance est levée à 22 h, actant la disparition du Corps législatif.
De son côté, le Sénat « avait cessé d'exister dans l'indifférence générale au milieu de l'après-midi », selon l'expression de Pierre Cornut-Gentille. Son président, Eugène Rouher, avait convoqué les sénateurs pour qu'ils ne restent pas étrangers aux évènements qui devaient se dérouler. Après avoir appris l'envahissement du palais Bourbon, les sénateurs craignent d'y être confrontés à leur tour, mais le président Rouher leur demande de se rendre à l'évidence : « Aucune force ne nous menace. » Pour Pierre Cornut-Gentille, « il y avait là quelque chose d'humiliant, de presque déshonorant. C'était comme si le Sénat n'avait jamais existé. Chacun avait conscience de la vanité de ce débat sans enjeux ». Sur la proposition du sénateur Pierre Jules Baroche, la séance est levée dès 15 h 30.

### Nuit du4au5 septembre: formation du nouveau gouvernement

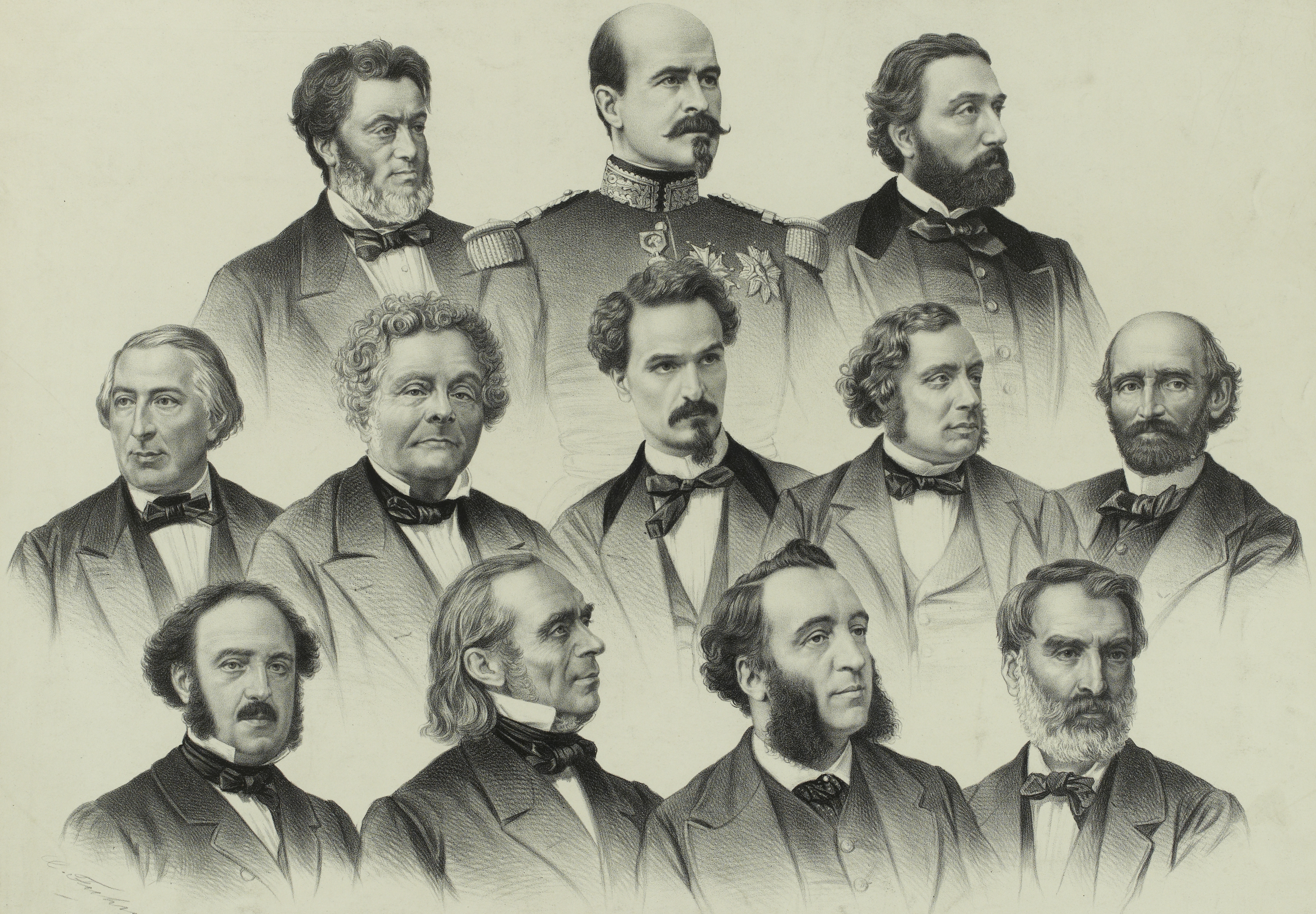
Les membres du Gouvernement de la Défense nationale, de haut en bas et de gauche à droite : Favre, Trochu, Gambetta, Arago, Crémieux, Rochefort, Picard, Glais-Bizoin, Simon, Garnier-Pagès, Ferry et Pelletan.

Les membres du nouveau gouvernement se réunissent pour la première fois en Conseil à 22 h 30, sous la présidence du général Trochu, dans l'ancien bureau du préfet de la Seine à l'hôtel de ville, avec pour mission de se répartir les ministères. Ernest Picard revendique l'Intérieur, un poste pour lequel Léon Gambetta s'est autoproclamé dans la soirée en signant déjà plusieurs décrets. Picard se saisit de ce différend pour demander un vote à bulletin secret, qui confirme Gambetta pour une voix. Il envisage donc de se retirer, mais sous la pression des autres ministres, il accepte finalement le ministère des Finances.
Les autres nominations ne souffrent d'aucune contestation : Jules Favre est placé aux Affaires étrangères avec le titre de vice-président du Conseil, Adolphe Crémieux à la Justice, Jules Simon à l'Instruction publique. Jules Ferry est nommé secrétaire du gouvernement mais sans attribution ministérielle dans la mesure où lui sont confiées les tâches auparavant attribuées au préfet de la Seine. Le général Trochu cumulant déjà la présidence du Conseil avec ses fonctions de gouverneur militaire de Paris, il choisit de placer au ministère de la Guerre le général Le Flô qui, bien que non républicain, s'était opposé au coup d'État du 2 décembre 1851, ce qui lui avait valu d'être incarcéré et proscrit. Ne disposant pas des compétences requises pour tenir les autres ministères, Emmanuel Arago, Louis-Antoine Garnier-Pagès, Alexandre Glais-Bizoin, Eugène Pelletan et Henri Rochefort sont nommés ministres sans portefeuille mais pouvant participer aux délibérations, ce qui permet d'ouvrir la composition du nouveau gouvernement à des hommes qui ne sont pas députés de Paris. Le vice-amiral Martin Fourichon est ainsi nommé à la Marine et aux Colonies, Joseph Magnin au Commerce et à l'Agriculture, et Pierre-Frédéric Dorian aux Travaux publics, à charge également de l'industrie et de l'armement.

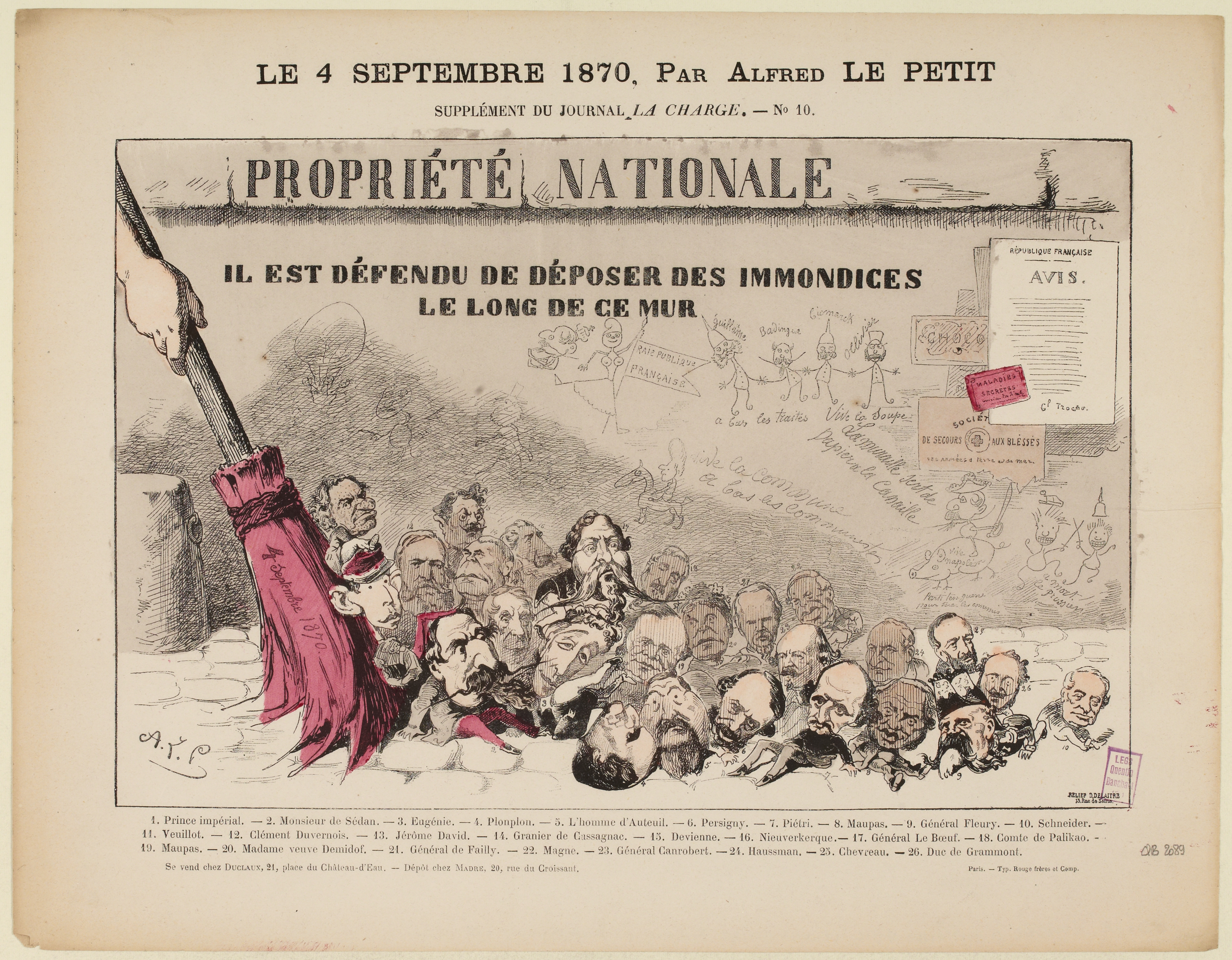
Caricature de l'événement par Alfred Le Petit dans l'hebdomadaire La Charge.

De ce fait, toutes les nuances politiques du centre et de la gauche sont représentées dans ce gouvernement qui prend le titre de Défense nationale, à l'exception des bonapartistes libéraux : le conseil des ministres rassemble des hommes allant de l'extrême-gauche (Rochefort) à l'orléanisme (Trochu et Le Flô) en passant par les républicains modérés (Picard, Simon) et les républicains intransigeants (Gambetta, Ferry, Crémieux), Jules Favre conciliant ces deux dernières tendances.
La suite de la séance est consacrée à l'adoption des proclamations destinées à être publiées, diffusées et affichées dès lendemain, aussi bien aux citoyens de Paris qu'à la garde nationale et au gouvernement de l'armée. Le décret de dissolution du Corps législatif préparé par Adolphe Crémieux est adopté, de même qu'un décret prévoyant l'amnistie des condamnés pour crimes et délits politiques et un autre garantissant la liberté du commerce des armes. Plusieurs nominations sont effectuées, notamment celles de Clément Laurier à la direction générale du personnel et du cabinet du ministère de l'Intérieur et d'André Lavertujon à la direction du Journal officiel. Avant la séparation du Conseil à 2 h du matin, le nouveau préfet de police Émile de Kératry rend compte aux ministres du fait qu'aucun trouble ne s'est produit dans la capitale.

### Le4 septembreen province
| |  |  |
| Médaille commémorant la proclamation de la République à l'hôtel de ville de Lyon le matin du 4 septembre 1870. Diamètre : 4,6 cm, poids : 42,16 g. Musée Carnavalet, Paris. |  |  |

Fait exceptionnel dans l'histoire des révolutions en France, certaines villes du centre et du sud de la France ont précédé Paris dans le déroulement des évènements. À Lyon, une ville ouvrière, la foule envahit la préfecture du Rhône dès 7 h du matin le 4 septembre et, deux heures plus tard, un comité de salut public de près de 80 membres proclame la République avant de hisser le drapeau rouge sur l'hôtel de ville. Les détenus politiques emprisonnés à Saint-Paul sont libérés, tandis que des magistrats, des fonctionnaires de la police et le préfet impérial sont incarcérés. La levée en masse est décrétée et les prisonniers de droit commun sont libérés à leur tour en échange d'un engagement militaire contre la Prusse,.
Un comité de salut public s'installe également à la préfecture de Marseille dans l'après-midi du 4 septembre, tandis qu'à Bordeaux, ville républicaine, la population manifeste pacifiquement et le préfet se retire de lui-même,. À Toulouse, les républicains mettent en place une commission municipale,.
À la fin du mois de septembre, des troubles sont signalés aux Antilles après l'annonce de la proclamation de la République.

## Les suites du4 septembreet le difficile enracinement de la République

### Siège de Paris et délégation du gouvernement à Tours (1870-1871)

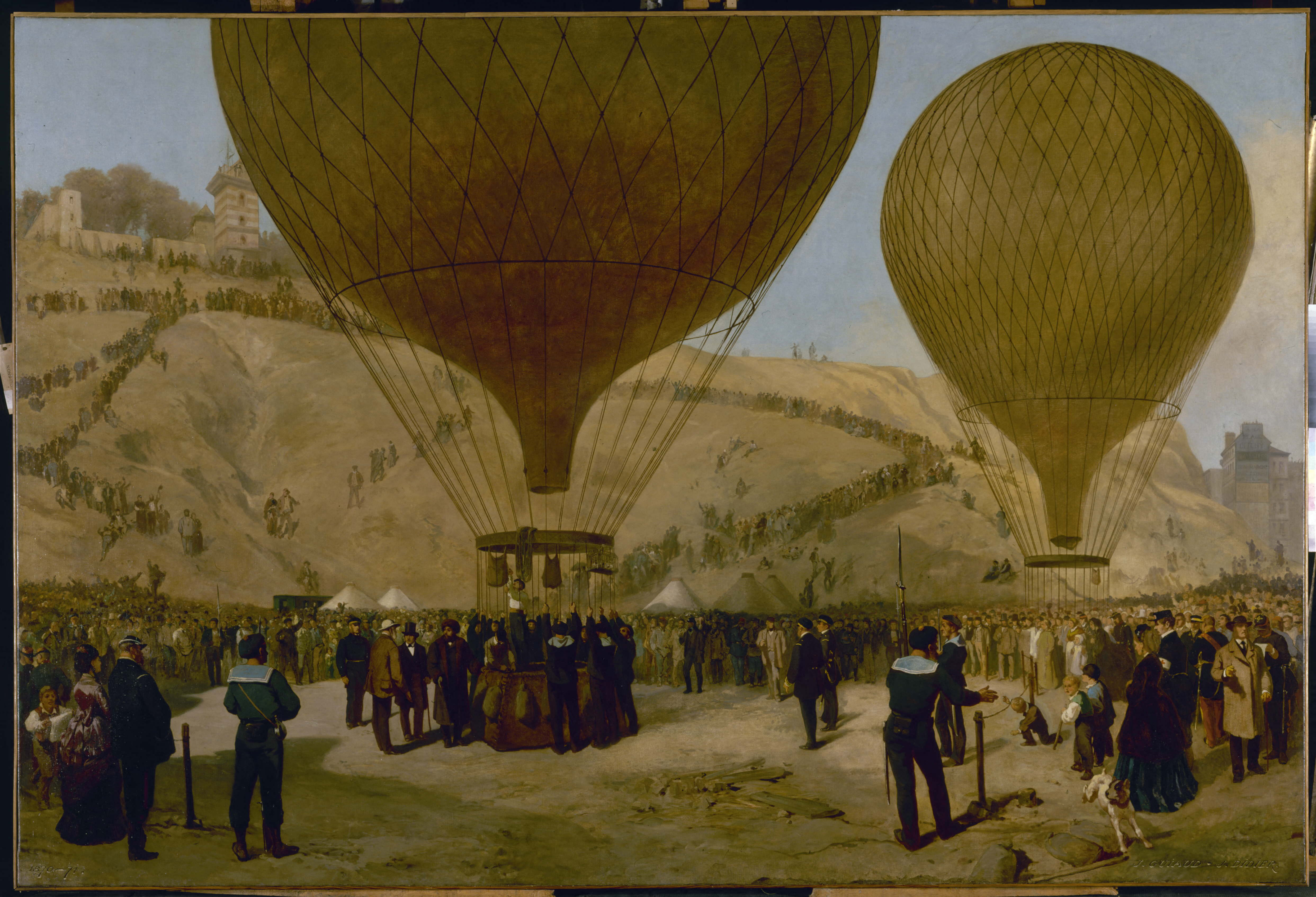
Léon Gambetta quitte la capitale en ballon pendant le siège de Paris
(tableau de Jacques Guiaud et Jules Didier, 1871, musée Carnavalet).

Dès ses premiers jours d'exercice, le gouvernement de la Défense nationale se consacre principalement à la mobilisation de tous les hommes en âge de se battre, dans la mesure où les troupes françaises, décimées par la défaite de Sedan et l'encerclement dans Metz de l'armée du Rhin, doivent contenir l'avancée rapide des troupes prussiennes qui menacent Paris dès la mi-septembre. Le nouveau gouvernement se trouve alors dans une situation inextricable : à la tête d'un pays en guerre, partiellement envahi et amputé de la majeure partie de ses forces armées, acclamé par les Parisiens mais rejeté par une grande partie de la province, il ne peut se prévaloir de la légitimité du suffrage universel et se trouve sur ce point en contradiction avec les principes qu'il proclame.
Le gouvernement prévoit alors l'élection d'une Assemblée constituante le 2 ou le 16 octobre, mais il doit y renoncer : l'occupation de nombreux départements par l'armée prussienne de même que la mobilisation de nombreux Français rendent impossible la tenue du scrutin. Par ailleurs, les liaisons ferroviaires entre Paris et la province sont interrompues le 18 septembre. Pour exclure le risque d'un gouvernement assiégé dans la capitale, une délégation de ministres est envoyée à Tours, bientôt rejointe par Léon Gambetta qui parvient à quitter la capitale en ballon le 7 octobre et gagne Tours deux jours plus tard. Gambetta, qui cumule alors les fonctions de ministre de l'Intérieur et de la Guerre, déploie une grande énergie pour mobiliser, instruire et équiper de nouvelles troupes, tout en devant réprimer les velléités fédéralistes de certaines villes républicaines du sud de la France, comme Lyon.

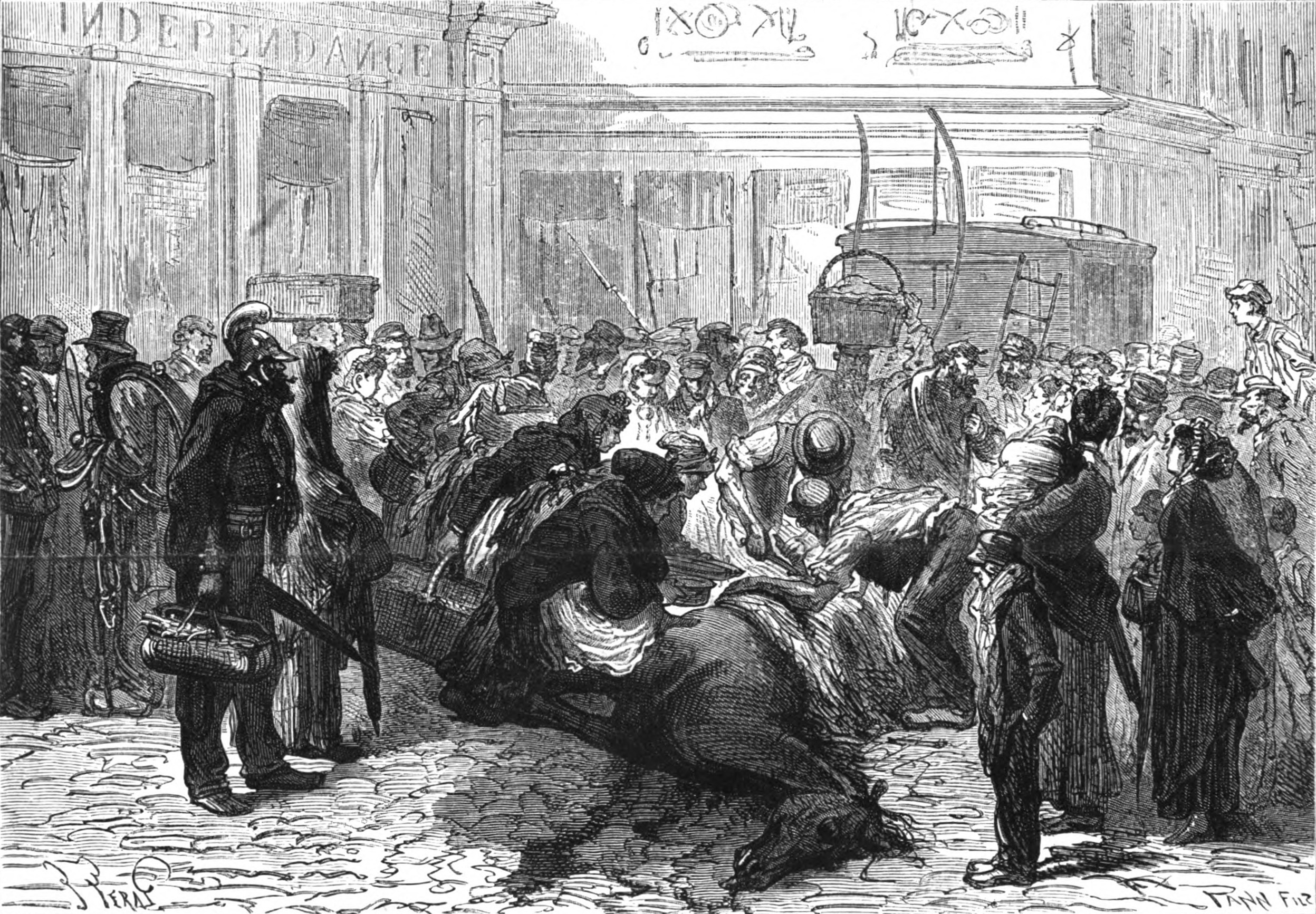
Les Parisiens souffrent de la famine pendant le siège de la ville, comme en témoigne cette gravure montrant un cheval dépecé en pleine rue.

Dans le même temps, la situation militaire de la France se dégrade et le pays est isolé : la tournée européenne entreprise par Adolphe Thiers à Londres, Vienne, Florence et Saint-Pétersbourg pour y trouver un appui militaire s'avère infructueuse. La population de Paris, qui doit affronter le chômage, la hausse des prix des denrées de première nécessité, puis le froid et la famine au cœur de l'hiver, fait preuve d'une grande résistance mais s'épuise, d'autant plus que l'armée prussienne bombarde la capitale à partir du 5 janvier 1871. Jules Favre entame les pourparlers d'un armistice dont la convention est signée le 26 janvier, révélant des tensions au sein des gouvernements car Gambetta s'y oppose et démissionne le 6 février.

### Défaite républicaine aux élections législatives et Commune de Paris (1871)

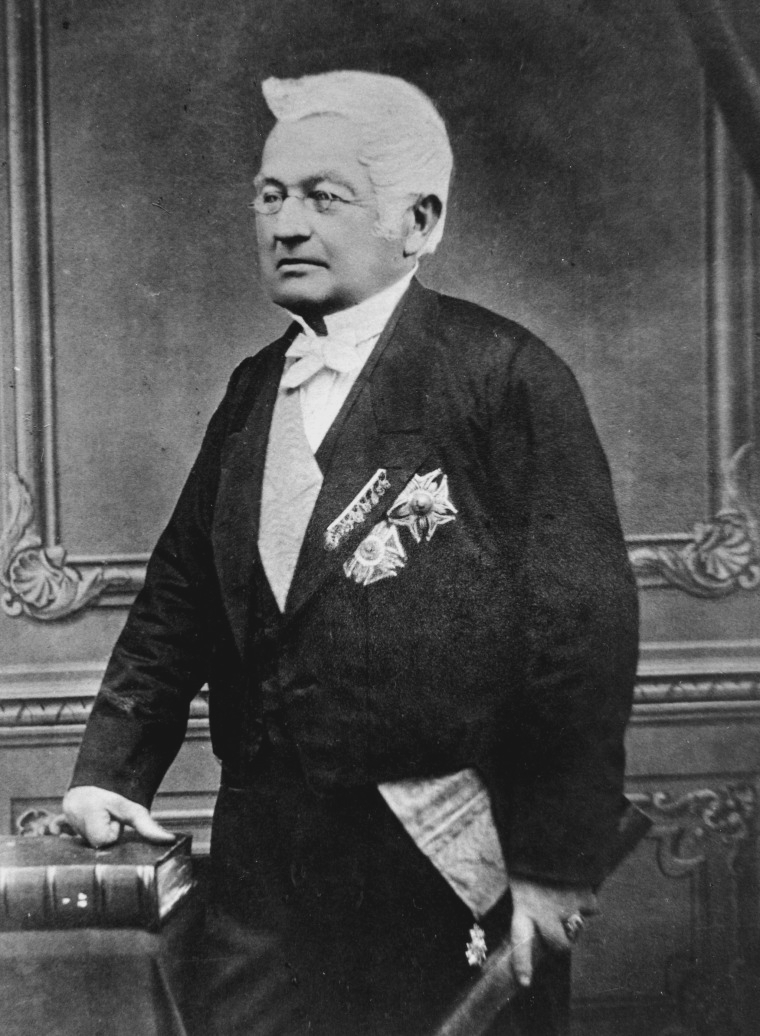
Portrait officiel d'Adolphe Thiers en 1871.

Les élections législatives se tiennent le 8 février, la nouvelle assemblée devant se réunir à Bordeaux quatre jours plus tard pour désigner l'exécutif chargé de négocier le traité de paix. L'Assemblée élue est majoritairement monarchiste, les légitimistes et les orléanistes cumulant près de 400 sièges, contre seulement 200 républicains et une vingtaine de bonapartistes. Pour autant, la République est entérinée : Adolphe Thiers est nommé chef de l'exécutif de la République française et Jules Grévy, député républicain qui avait refusé de s'associer à la proclamation de la République le 4 septembre, prend la présidence de l'Assemblée,.
L'annonce de l'armistice et le succès des monarchistes aux élections conduit à la proclamation de plusieurs communes insurrectionnelles dans toute la France. À Paris, la situation dégénère rapidement en une guerre civile entre les partisans du gouvernement de Versailles et les communards qui refusent de reconnaître son autorité. Dans le même temps, les protagonistes du 4 septembre sont mis en cause par la nouvelle Assemblée élue, dans le cadre d'une Enquête parlementaire sur les actes du gouvernement de la Défense nationale. Pour la majorité monarchiste, qui cherche à délégitimer la République, il s'agit de vérifier si les membres de ce gouvernement ont ou non participé à un complot contre le Corps législatif et se sont ainsi rendus complices des futurs communards.

### Rupture entre Paris et la province
La République n'est pas acceptée unanimement sur l'ensemble du territoire français. Elle est parfois rejetée par les insurgés eux-mêmes qui souhaitent accomplir une véritable révolution sociale et sont tentés de rivaliser avec le gouvernement parisien. À Lyon notamment, les républicains modérés sont en minorité et Léon Gambetta décide de nommer au poste de préfet son ami Paul Challemel-Lacour, professeur agrégé de philosophie, dont il considère que l'autorité morale doit suffire à faire respecter l'ordre. Ce dernier doit pourtant se heurter à l'hostilité de la plupart des nouvelles autorités locales, qui contestent sa légitimité,. À Marseille, le préfet Alphonse Esquiros, lui aussi nommé par Gambetta, finit par se rallier à la Ligue du midi qui cherche à poursuivre la guerre tout en s'affranchissant de la Défense nationale. Esquiros est destitué dès la fin du mois d'octobre et remplacé par Alphonse Gent,. Dans d'autres départements républicains, des conflits apparaissent entre les autorités locales et le gouvernement, aussi Gambetta s'efforce de « privilégie[r] la cohésion administrative plus que l'idéologie dès lors que celle-ci était républicaine ». Il arrive parfois que, faute de cadres républicains compétents et fiables, le ministre de l'Intérieur choisisse de maintenir des préfets et des sous-préfets impériaux, ou que soient nommés des orléanistes.
D'autres territoires sont quant à eux hostiles à la République, comme les départements de l'Ouest et du Nord-Ouest de la France où les républicains, minoritaires, sont accueillis avec méfiance et inquiétude. Des manifestations antirépublicaines ont notamment lieu dans le Nord de la France à Boulogne-sur-Mer, Roubaix et Armentières, mais également en Normandie, dans les Charentes, dans le Puy-de-Dôme et dans le Limousin. Une forme de résistance se produit également en Corse. À Mâcon, les soldats chargent à la baïonnette pour disperser la foule qui tente de s'emparer de la préfecture, faisant un mort et plusieurs blessés, tandis qu'à Cahors, le préfet impérial soutenu par une partie de la population résiste pendant deux jours aux républicains locaux chargés de le démettre. Pour autant, les scènes de violence sont rares, ce qui peut s'expliquer par l'impératif de la défense du pays face à l'envahisseur prussien. Dans les territoires ruraux les plus conservateurs, attachés au catholicisme, le rejet du nouveau régime se manifeste parfois par le refus d'abandonner les travaux de la terre pour s'engager au combat, ou encore par le refus de l'impôt pour l'armement,.
De ce fait, les élections législatives de 1871, en donnant la majorité aux députés monarchistes et conservateurs, consacrent la victoire de la province sur Paris, la capitale ayant élu des républicains de gauche.

### Échec de la Restauration monarchique et consolidation de la République

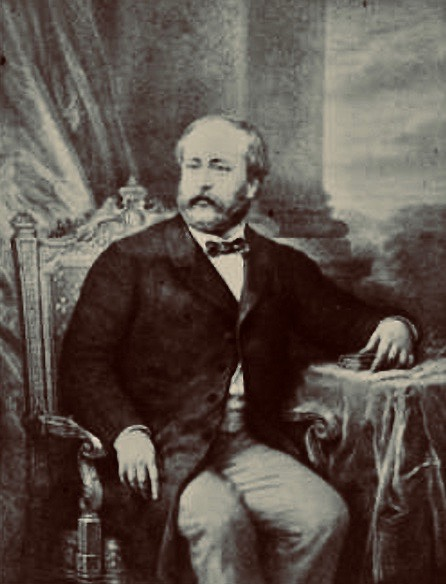
Le comte de Chambord, prétendant légitimiste au trône de France.

Le paradoxe qui naît de la présence d'une forte majorité monarchiste à l'Assemblée ne débouche pas pour autant sur un changement de régime : les divisions entre légitimistes et orléanistes, accentuées par le manifeste publié le 5 juillet 1871 dans L'Union par l'un des prétendants au trône, le comte de Chambord, mettent en péril le projet de Troisième Restauration. Adolphe Thiers lui-même semble se ranger derrière un républicanisme conservateur et peut compter sur l'appui de républicains modérés et d'orléanistes ralliés qui forment une sorte de coalition de centre gauche à l'Assemblée, parmi lesquels nombreux sont ceux qui pensent, comme le député Léon Say, que « la restauration monarchique […] ne serait pour la France qu'une cause de nouvelles révolutions ». Le pouvoir de Thiers est consolidé le 31 août 1871 par le vote de la loi Rivet qui lui reconnaît officiellement le titre de président de la République et qui proroge son mandat jusqu'à l'établissement des institutions définitives du pays.
Les espoirs d'une restauration monarchique refont surface après la démission de Thiers en 1873 et l'élection de Patrice de Mac Mahon. Le gouvernement entreprend une lutte acharnée contre les républicains, qui progressent néanmoins à chaque élection partielle. De nombreux préfets et magistrats sont révoqués, des maires et des instituteurs sont placés sous surveillance et la presse est sévèrement censurée avec l'interdiction de plus de 200 quotidiens entre 1873 et 1875. Les atermoiements du comte de Chambord scellent l'échec de l'union des droites et de la restauration. Le vote des lois constitutionnelles de 1875 affermit la République tandis que les républicains deviennent majoritaires. À la suite de la crise du 16 mai 1877, les élections législatives confirment la victoire de la gauche républicaine et la souveraineté parlementaire.

## Regards contemporains

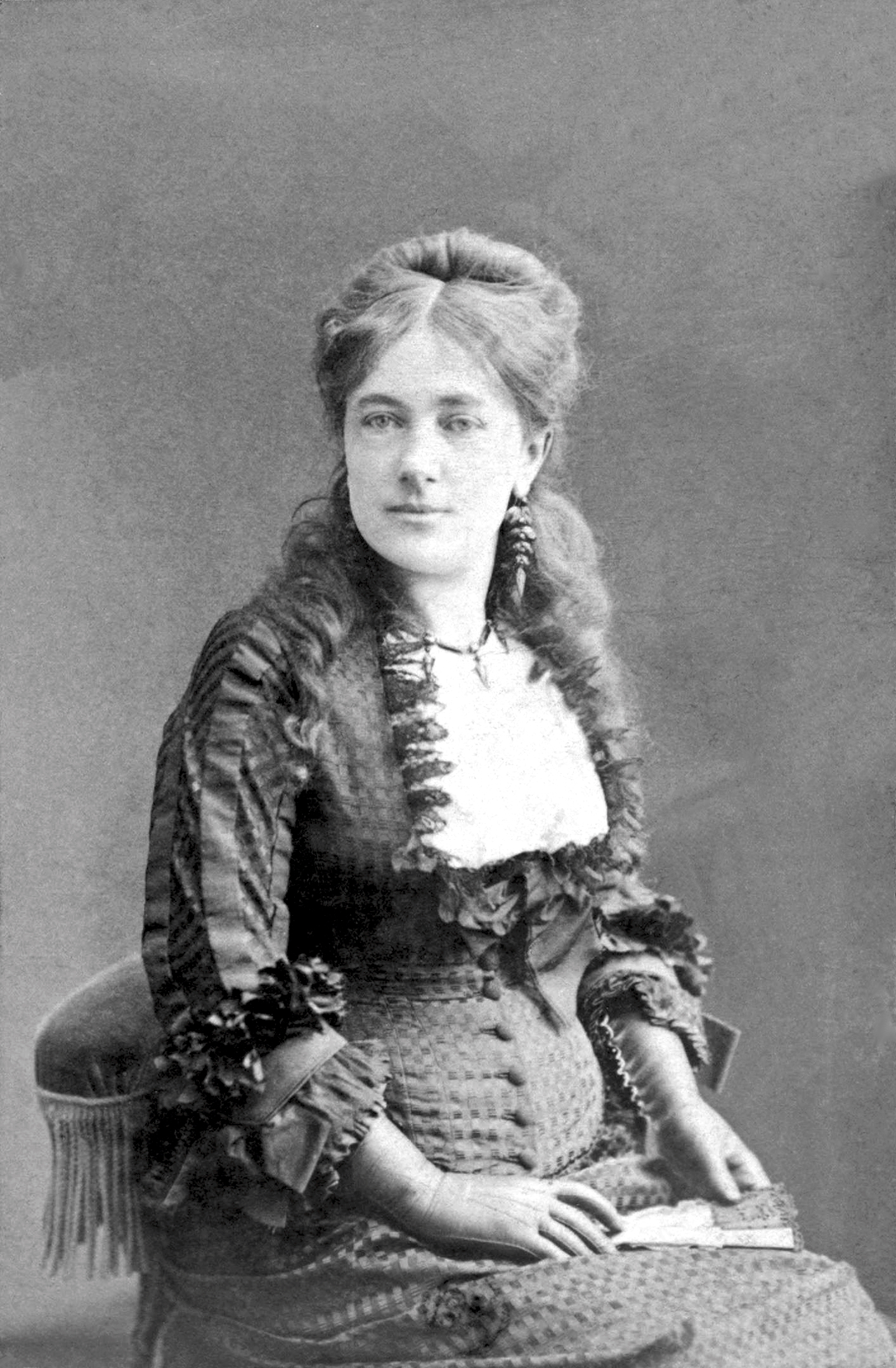
Témoin de l'événement, l'écrivaine Juliette Adam rapporte ses souvenirs.

Comme le souligne Éléonore Reverzy, professeur de littérature du XIXe siècle, c'est l'image d'une journée de liesse qui ressort majoritairement des témoignages des contemporains du 4 septembre 1870 dans la mesure où il s'agit d'une « révolution joyeuse sans barricades ni sang versé ». Au lendemain de l'annonce de la défaite humiliante de l'empereur à Sedan, le peuple dans sa grande majorité salue la chute d'un Empire dont les insignes sont arrachés et détruits sur les bâtiments publics,.
C'est d'ailleurs vers l'Empereur que se tournent les récriminations du peuple dès les premières manifestations spontanées, comme le rapporte l'écrivaine Juliette Adam :

« Au-dessus de toutes les têtes se dresse le spectre du Deux-Décembre. On revoit les morts sanglants de ce jour néfaste mêlés à l'hécatombe de Sedan. La haine, la violence, débordent de tous les cœurs ; les menaces, les injures, les récriminations s'amoncellent sur Bonaparte. Traître ! lâche ! ces deux mots répétés par des milliers de voix forment une sorte d'accompagnement sourd, mal rythmé, irritant, plein d'orage, aux paroles aiguës et vibrantes qui jaillissent de toutes parts. »

— Juliette Adam, Mes illusions et nos souffrances, 3 septembre 1870.
Un jeune fourrier d'un bataillon de la garde nationale, Émile Maury, est lui aussi témoin des actes iconoclastes perpétrés contre les symboles impériaux :

« Le matin du 4 septembre on avait appris que l'Empereur était prisonnier. J'allai avec mon père voir ce spectacle grandiose, que celui de tout un peuple acclamant la République devant le palais du Corps législatif. Quoique peu démonstratif de ma nature, j'y allai de mes acclamations et de mes poignées de main aux municipaux qui en étaient tout interloqués de ce grand mouvement. Toutes les enseignes rappelant l'Empire, les aigles, les blasons, furent arrachés et jetés à l'eau. »

— Émile Maury, Mes souvenirs sur les événements des années 1870-1871
La ferveur qui se dégage de cette journée révolutionnaire fait oublier au peuple les malheurs de la guerre et la menace que représente l'invasion prussienne, comme le décrit sans détour le journaliste et critique dramatique Francisque Sarcey dans Le Siège de Paris, en 1871 : « On avait donné congé aux inquiétudes et aux craintes. À demain les affaires sérieuses}. » Lui aussi témoin des événements, l'écrivain Jules Barbey d'Aurevilly en fait une relation précise dès le lendemain. Il insiste sur le sentiment d'allégresse partagé par l'ensemble des manifestants, tout en attestant la retenue montrée par certains élus républicains :

« Je n'ai quitté le boulevard qu'à une heure et demie du matin. Quel spectacle ! Quelle légèreté de la tête française ! On aurait dû y pleurer de rage en pensant à nos pauvres soldats égorgés et dont les fleuves roulent, en ce moment, les cadavres. Eh bien, on ne pleurait pas, on n'avait pas de colère, on était dans le délire de la joie ! Ce n'étaient que cris de vive la république ! On ne disait plus même, vive la France ! J'ai vu des républicains (que je connais et qui ont plus de sens que les autres) affectés et presque honteux de cette joie indécente, au milieu des malheurs publics oubliés par le fait seul de la déchéance de l'Empire et de la proclamation de la République, et c'est en regardant cela, que l'idée que nous sommes perdus pouvait venir. »

— Jules Barbey d'Aurevilly, Lettre à Madame de Bouglon, 5 septembre 1870.

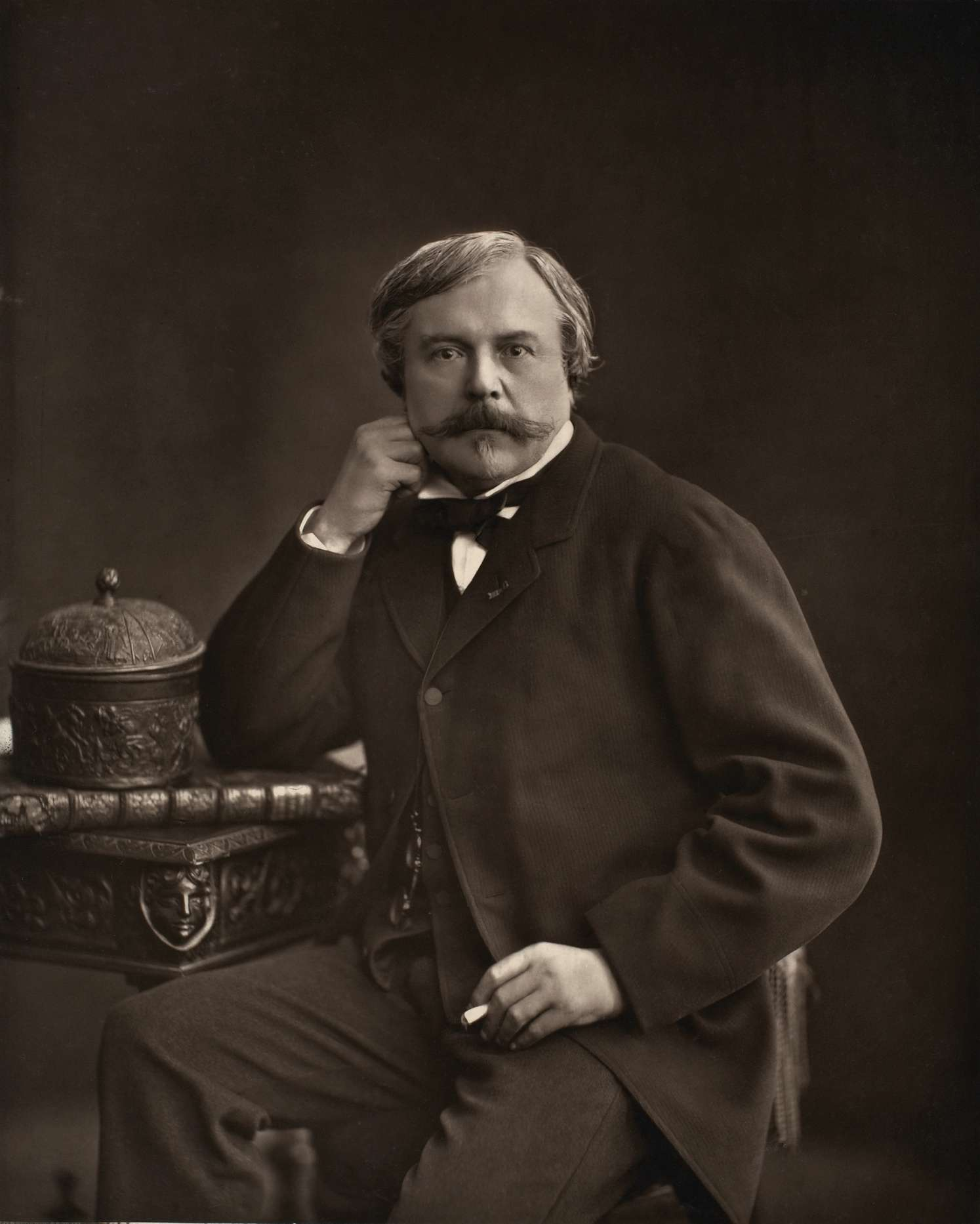
L'écrivain Edmond de Goncourt porte un regard critique sur les événements révolutionnaires.

Un autre écrivain, Edmond de Goncourt, fait ce même constat d'effacement de la menace prussienne, et le témoignage qu'il rédige le jour même dans son journal laisse apparaître qu'il ne partage pas l'enthousiasme de la foule :

« Trottoirs, chaussée, tout est couvert, tout est plein d'hommes et de femmes, qui semblent s'être répandus de leur chez soi sur le pavé, un jour de fête de la grande ville ; un million d'êtres qui ont oublié que les Prussiens sont à trois ou quatre marches de Paris et, dans la journée chaude et grisante, vont à l'aventure, poussés par la curiosité fiévreuse du grand drame historique qui se joue. »

— Edmond de Goncourt, Le Journal des Goncourt, 4 septembre 1870.
La ferveur populaire se poursuit le 5 septembre avec le retour d'exil de Victor Hugo, l'un des principaux opposants au régime impérial qui, en gare du Nord, est « accueilli comme le Messie par une foule en délire », selon l'expression de l'historien Alain Gouttman. L'ingénieur Maxime Vuillaume, présent parmi la foule, en garde un souvenir ému qu'il relate quelques années plus tard dans son œuvre-témoignage Mes cahiers rouges.

## Historiographie et mémoire

### Historiographie
À partir des années 1880 et jusqu'à la Première Guerre mondiale, l'historiographie républicaine conserve une position critique par rapport aux événements du 4 septembre. Dans la mesure où de nombreux contemporains sont encore en vie, les récits s'inscrivent dans une « histoire présente, ou dont l'issue engage encore le présent ». Le traitement de l'événement y est surtout polémique : comme le constate Olivier Le Trocquer, « il s'agit de juger si les protagonistes ont fait une faute, s'ils sont coupables ou non au regard de la morale publique, ou si on doit leur être au contraire reconnaissant d'avoir renversé l'Empire et pris le pouvoir ». À titre d'exemple, dans le premier tome de son Histoire contemporaine, paru en 1897, l'historien Samuel Denis se montre particulièrement virulent : « À la vérité, les hommes du 4 septembre se sont rendus coupables d'une usurpation manifeste, que les circonstances périlleuses où l'on était ne suffisent pas à légitimer, en s'emparant révolutionnairement du pouvoir, avec le concours des envahisseurs du Corps législatif et sans l'assentiment des représentants du pays, et ils ont fait de ce pouvoir usurpé un usage compromettant pour les intérêts de la patrie ! Ils ne sauraient, à ce double titre, échapper aux sévérités de l'histoire. »

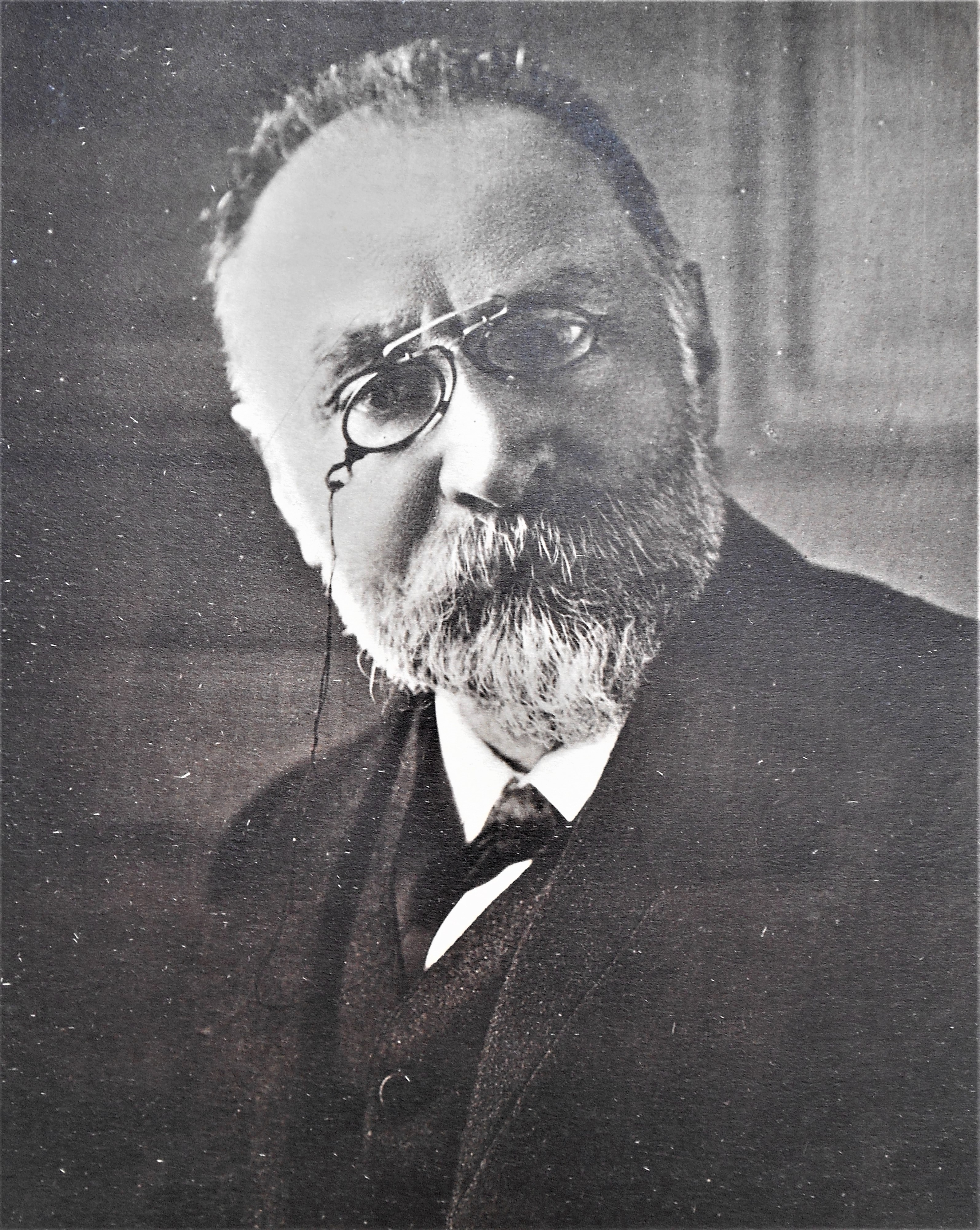
Charles Seignobos publie le premier récit distancié de l'événement.

Le premier récit distancié de l'événement paraît en 1921 avec la publication du septième tome de l'Histoire de la France contemporaine, intitulé Du déclin du Second Empire à l'établissement de la IIIe République, rédigé par Charles Seignobos sous la direction d'Ernest Lavisse. La parution de l'ouvrage est presque contemporaine du cinquantenaire de la République, célébré l'année précédente, et il s'inscrit davantage dans la perspective d'une commémoration de la proclamation plutôt que de la révolution qui l'entraîne. Vers 1930 paraissent des ouvrages de vulgarisation comme Le Quatre Septembre de Raymond Recouly ou Le 4 septembre de l'écrivain et journaliste Léo Larguier,. À la même période, la proclamation de la République est évoquée dans des ouvrages consacrés à l'histoire de la Troisième République, qui sont autant de récits partisans et engagés, comme le livre critique de l'historien royaliste Jacques Bainville ou, à l'opposé, le récit élogieux d'Alexandre Zévaès,. Ces deux ouvrages, aux jugements très différents, ont comme point commun de mettre au premier plan le 4 septembre, contrairement à ceux parus précédemment.
Après la Seconde Guerre mondiale, l'événement n'est que rarement évoqué. En 1952, Joseph Calmette en fait une date importante de l'histoire républicaine, dans une « vision évolutive du progrès historique », mais sans en faire le récit détaillé ni s'interroger sur sa valeur supposée : « Le 4 septembre s'inscrit comme l'une des plus remarquables de nos dates historiques. Il a sonné le glas de l'ordre monarchique et du pouvoir personnel. Ni royauté ni Empire ne reparaîtront plus dans l'alternance de nos régimes. Une période est bel et bien close. C'est sous la forme républicaine que la France sera dorénavant gouvernée. » Un premier article important lui est consacré par Rémy Gossez en 1952, à l'occasion du 77e congrès des sociétés savantes qui se tient à Grenoble,. Cet article étudie la préparation du renversement de l'Empire en montrant la part active qu'y prend la garde nationale et rejette l'accusation de complot à l'égard des députés républicains.

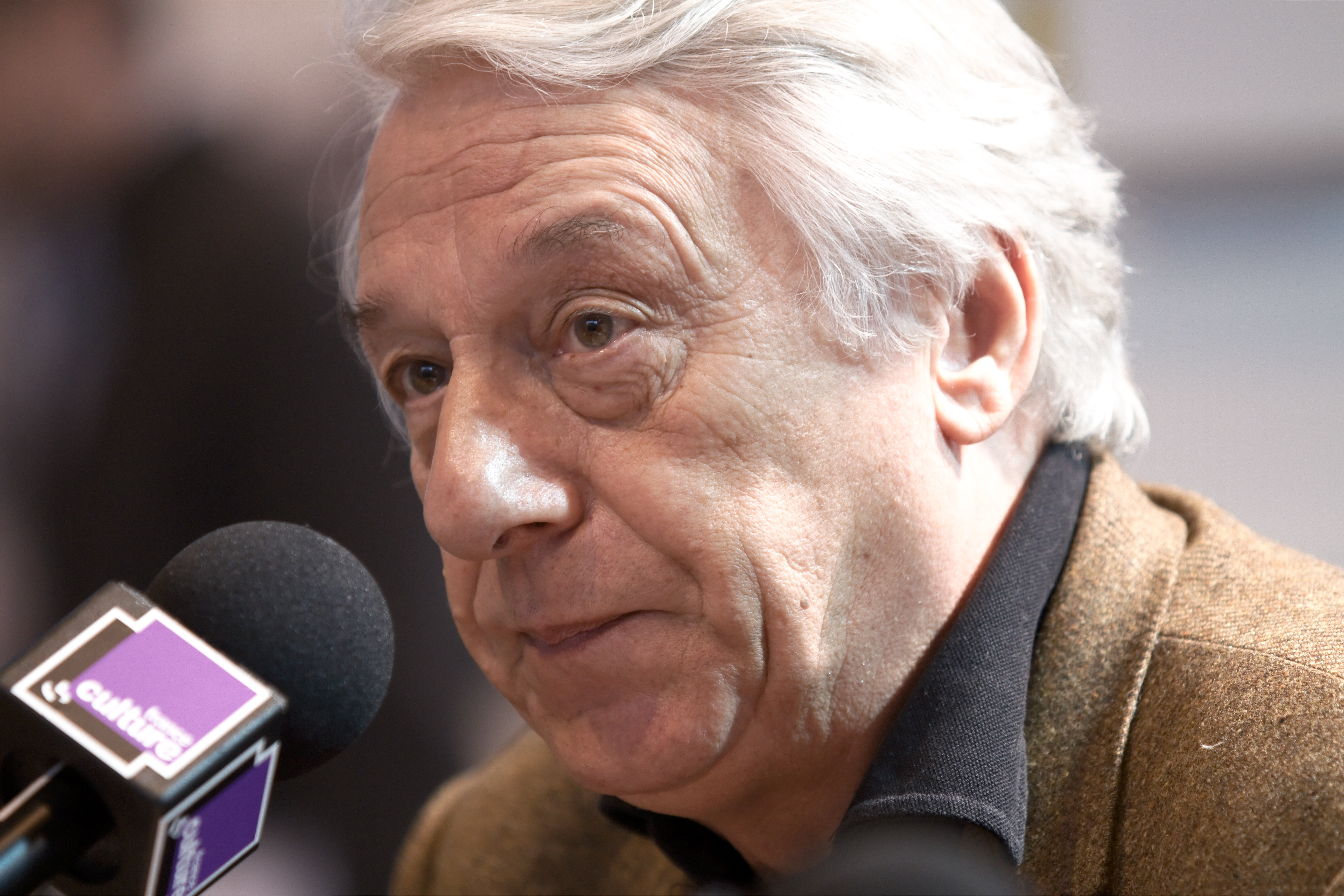
Dans les années 1970, Michel Winock prend part à l'historiographie abondante de la Commune de Paris qui donne une lecture sociale du 4 septembre 1870.

Dans les années 1970, le centenaire de la Commune s'accompagne d'une historiographie abondante qui traite également de la proclamation de la République dans une lecture sociale de l'événement. La plupart de ces ouvrages, favorables à la Commune, donnent à la date du 4 septembre une valeur négative en blâmant les arrière-pensées supposées de la « bourgeoisie républicaine » qui prend le pouvoir ce jour-là, dans un calcul politique destiné à empêcher la révolution sociale. L'historien Henri Guillemin condamne « la République des Jules » quand le philosophe Henri Lefebvre présente les événements du 4 septembre comme un conflit entre bourgeois modérés et peuple ouvrier. Jean-Pierre Azéma et Michel Winock critiquent eux aussi « l'image d'Épinal » selon laquelle ce jour-là, « la république comme le phénix renaissant de ses cendres s'impose à la France pour sauver la patrie ». En 1973, Alain Plessis, inspiré par les recherches récentes sur la Commune, en fait la véritable date de rupture à la place de 1870 et reprend le caractère social de l'événement, tout en édulcorant la dimension révolutionnaire du 4 septembre.
Dans les dernières années du XXe siècle, des historiens comme Maurice Agulhon, Stéphane Audoin-Rouzeau ou Éric Anceau regrettent que cet événement fondateur soit tombé dans l'oubli. Ce dernier en désigne d'ailleurs les responsables selon lui : « Les journées de février 1848 et le 4 septembre 1870 […] sont des dates-clés de notre histoire contemporaine puisque chacune d'elles correspond à une révolution et qu'elles marquent la renaissance puis l'ancrage dans notre pays de la république, régime qui n'a plus été remis en cause depuis, sauf de 1940 à 1944. Pourtant, elles ne représentent au mieux, pour l'immense majorité des Français, que de vagues souvenirs scolaires ou de manifestations de curiosité. […] À cela, il n'y a rien d'étonnant. Il suffit de consulter les programmes de collèges et des lycées ainsi que le détail des enseignements dispensés dans les universités pour se rendre compte de la part négligeable qu'occupent ces vingt-trois années. » Seul l'ouvrage de Jean-Yves Mollier et Jocelyne George, La plus longue des Républiques, paru en 1994, n'aborde pas la thématique de l'oubli, et propose une analyse de l'événement qui intègre les faits qui se sont déroulés en province ce jour-là. En 2017, l'avocat et essayiste Pierre Cornut-Gentille entend combattre cet oubli et redonner une place au 4 septembre dans l'histoire de France en livrant un récit détaillé des événements de cette journée, heure par heure.
En 2015, dans son étude sur la défaite française de la guerre de 1870, l'historien Alain Gouttman se montre particulièrement virulent à l'égard des révolutionnaires du 4 septembre, évoquant à ce titre une « imposture ». Il accuse directement le général Trochu d'avoir favorisé les desseins républicains en ayant volontairement abandonné la défense du Corps législatif et du palais des Tuileries, et reproche aux républicains groupés autour de Léon Gambetta d'avoir agi par opportunisme et soif du pouvoir contre l'intérêt du pays : « […] le fait de tout sacrifier à l'idéologie dans des circonstances aussi tragiques, de renverser un gouvernement légitime en présence de l'ennemi et après que les armées françaises eurent mis un genou à terre, c'était une forme de trahison envers les vrais intérêts de la nation, c'était donner la priorité aux raisons de la guerre civile plutôt qu'à celles de la guerre étrangère. » Alain Gouttman parle du 4 septembre comme d'un « jour funeste » à partir duquel « le pays sombra dans le chaos ».

### Le4 septembre, une révolution?
La proclamation de la République française du 4 septembre 1870 est la troisième révolution française du XIXe siècle, après les Trois Glorieuses en juillet 1830 qui portent sur le trône le roi Louis-Philippe Ier à la tête d'un nouveau régime, la monarchie de Juillet, et la révolution de 1848 qui aboutit à la naissance de la Deuxième République. Elle s'inscrit plus largement dans un contexte d'instabilité politique depuis la Révolution française de 1789.

La Liberté guidant le peuple, tableau d'Eugène Delacroix, célèbre les Trois Glorieuses.

La journée du 4 septembre reprend la succession des événements des grandes journées révolutionnaires que le pays a déjà connues, à savoir « la révolte spontanée du peuple de Paris au nom de la liberté ; la pression de l'émeute sur l'Assemblée ou l'envahissement de celle-ci par la foule exigeant la déchéance du monarque ; la formation d'un gouvernement provisoire et la proclamation du nouveau régime à l'Hôtel de Ville dans le double objectif d'apaiser les manifestants et de circonvenir les extrémistes »,.
Mais, à la différence des précédentes révolutions, la journée du 4 septembre intervient à la suite d'une débâcle militaire et ne résulte pas d'une crise socio-économique. Elle ne fait ni morts ni blessés, et débouche sur un régime républicain stable et non remis en cause, à l'exception du régime de Vichy pendant la Seconde Guerre mondiale. Pour cette raison, Pierre Cornut-Gentille considère les événements de 1830 et 1848 « comme des tentatives brouillonnes, sanglantes et finalement inabouties de consacrer les principes de la Grande Révolution ou d'installer durablement la république », des révolutions « tachées et inachevées à la différence de la copie propre et sans rature des hommes du 4 septembre ». Pour l'historien Éric Anceau, « à défaut d'être spectaculaire, sanglante et glorieuse comme ses devancières, la journée du 4 septembre prépare […] les triomphes à venir de la IIIe République ».
L'absence de victimes et de barricades conduit de nombreux historiens à soumettre l'idée que la proclamation du 4 septembre ne peut être qualifiée de révolution,. Pour René Rémond, « c’est à peine si l’on peut parler de journée révolutionnaire », un point de vue que partage Stéphane Audoin-Rouzeau qui souligne l'absence de violence et le peu de vandalisme constaté lors de cette journée, à l'exception de la destruction de quelques emblèmes impériaux. Ces actes iconoclastes sont d'ailleurs bien plus présents dans les récits contemporains de l'événement (articles de presse ou journaux intimes) que dans les récits postérieurs des historiens, ce qui fait dire à Olivier Le Trocquer que « ces rites sont pour les contemporains une marque du caractère révolutionnaire de l'événement et que leur effacement postérieur accompagne la réinterprétation euphémisée du 4 septembre ».

### Opportunisme des républicains
L'essayiste Pierre Cornut-Gentille remarque qu'avant 1870, « jamais protagonistes d'une révolution n'ont à ce point eu le souci de se ménager mutuellement. Jamais coup d'État ne s'est accompli avec autant de prévenance. Non seulement il n'y eut aucun coup de feu, aucune barricade, pas la moindre goutte de sang versé, mais ceux qui s'emparaient du pouvoir s'en excusaient presque, cependant que ceux qui en étaient écartés ne semblaient protester que pour la forme ». Depuis des années, la doctrine des républicains modérés de l'Assemblée consistait à rassurer la population afin de s'emparer du pouvoir démocratiquement. Cet attachement au légalisme est d'ailleurs exposé par l'un des chefs de file des républicains, Léon Gambetta, lors du procès de l'affaire Baudin en 1868, quand ce dernier oppose dans sa plaidoirie ce qu'il nomme la « barricade du Droit » à celle qui naît de la violence de la rue : « […] qu'on examine ce que nous écrivons, on ne trouvera pas, une ligne, une seule ligne qui ne soit pas selon le Droit ».
Pour les républicains, une révolution n'aurait d'autres conséquences que de discréditer le nouveau régime et d'assurer, à terme, sa disparition. Mais le déroulement des événements de la journée du 4 septembre les conduit finalement à s'en saisir d'une manière contraire à leurs principes. Pour les historiens René Rémond et Jérôme Grévy, la République ne naît donc pas d'un complot mais de la vacance du pouvoir, du « vide créé par la défaite ». Selon Pierre Cornut-Gentille, les républicains ont avant tout « subi les événements, mais ils ont aussi, d'heure en heure, saisi les opportunités successives qui, à leurs yeux, leur permettaient de sauver l'essentiel : que le parti républicain et la république ne soient pas associés à un coup de force puis, dès lors que la majorité et Thiers lui-même se dérobaient et qu'il était physiquement impossible de résister à la foule des manifestants, proclamer la république en évitant la guerre civile ».
Quand Jules Favre et Léon Gambetta prennent la tête du cortège qui se dirige vers l'hôtel de ville pour y proclamer la République, ils cherchent donc à devancer les meneurs d'extrême gauche qui pourraient profiter des circonstances pour renverser l'ordre social, parmi lesquels Auguste Blanqui, Jean-Baptiste Millière, Charles Delescluze ou Gustave Flourens. Sans en être les déclencheurs, les députés républicains choisissent donc de prendre la tête du mouvement révolutionnaire pour tenter de l'endiguer.
L'historien Jacques Julliard affirme que le renforcement du pouvoir parlementaire voulu par Napoléon III dans un régime plus libéral a fini par servir les intérêts républicains. Selon lui, « le Second Empire a été pour la république une phase préparatoire, analogue à celle que la Restauration fut pour le régime représentatif et parlementaire. Dans les deux cas, ces régimes s'acheminaient comme malgré eux vers une formation des esprits qui allait rendre leur survie impossible ». Pour de nombreux historiens, l'avènement de la République est donc avant tout la conséquence de l'effondrement du régime impérial, un effondrement qui ne doit rien aux républicains mais bien aux circonstances du conflit contre la Prusse.
Après la défaite de l'empereur, le parti républicain apparaît comme le plus apte à défendre l'intégrité du territoire et l'unité de la nation, ce qui permet en définitive à ses dirigeants « d'arracher la République à ses partisans, et même d'en expulser l'esprit de parti, afin de l'identifier à la nation elle-même » selon l'expression de l'historien.

### Un événement effacé de la mémoire collective
« Jamais célébré, jamais commémoré, le 4 septembre 1870 semble aujourd'hui effacé de la mémoire nationale. »

— Pierre Cornut-Gentille
Dès 1930, l'historien Daniel Halévy utilise l'expression de « temps obscurs » pour évoquer la période fondatrice de la Troisième République. Alors que les protagonistes de l'événement n'ont jamais cherché à le commémorer, les livres d'histoire lui réservent pour la plupart une place infime. Dans la grande Histoire de France contemporaine en douze volumes dirigée par Ernest Lavisse, « l'instituteur de la République » dont les ouvrages ont contribué largement à la construction du récit national, la journée du 4 septembre est évoquée dans un court paragraphe de dix-huit lignes, dont seulement cinq pour résumer les faits et treize pour énumérer les membres du gouvernement de la Défense nationale. Ce court passage figure à l'intérieur d'une section intitulée « L'armée de la Loire » dans un chapitre consacré à la guerre de 1870, comme s'il n'en était qu'un événement mineur.
Il en est de même dans des ouvrages plus récents, la relation de l'événement dépassant rarement quelques lignes, comme dans le neuvième volume de la Nouvelle Histoire de la France contemporaine d'Alain Plessis, paru en 1979 ou dans La France du XIXe siècle de Francis Démier, paru en 2000. L'essayiste Pierre Cornut-Gentille, qui publie un récit détaillé de cette journée révolutionnaire en 2017, relève cependant deux exceptions, avec l'ouvrage Jean-Yves Mollier et Jocelyne George, La plus longue des Républiques, paru en 1994, et L'année terrible de Pierre Milza, paru en 2009,.
L'événement est donc le plus souvent déplacé voire éludé, comme dans Histoire de la fondation de la Troisième République de Gabriel Hanotaux, dont le premier volume, réédité en 1925, s'intitule Le gouvernement de M. Thiers alors qu'il couvre la période de 1870 à 1873. Il anticipe ainsi l'accession au pouvoir de ce dernier en escamotant l'épisode révolutionnaire.
De la même manière, les différents gouvernements républicains n'ont que rarement célébré l'événement. En 1880, lors du choix de la date de la fête nationale, c'est le 14 juillet qui est désigné par les fondateurs de la Troisième République, une date qui ne commémore pas seulement la prise de la Bastille mais également la fête de la Fédération organisée un an plus tard pour célébrer l'unité de la nation autour du roi. Cet argument est d'ailleurs avancé pour convaincre les députés monarchistes qui s'opposent au projet de loi. La date du 4 septembre n'est d'ailleurs jamais évoquée lors des débats parlementaires précédant ce choix. Si les dirigeants de la Troisième République ne célèbrent donc pas son événement fondateur, celui-ci l'est plus fréquemment en province, en particulier dans les régions où le vote républicain est le plus important et où de nombreuses rues lui sont dédiées. En France, plus de 130 communes comptent ainsi une rue du Quatre-Septembre.
À Paris, peu de lieux gardent la mémoire de l'événement. La rue du Quatre-Septembre est d'ailleurs baptisée le jour-même par les manifestants en lieu et place de la « rue du Dix-Décembre » qui célébrait le jour de l'élection du prince Louis-Napoléon Bonaparte à la présidence de la République en 1848. De même, la proclamation de la République figure parmi les douze hauts-reliefs du sculpteur Léopold Morice qui ornent le piédestal du Monument à la République, situé place de la République.

Lieux de mémoire du 4 septembre 1870.
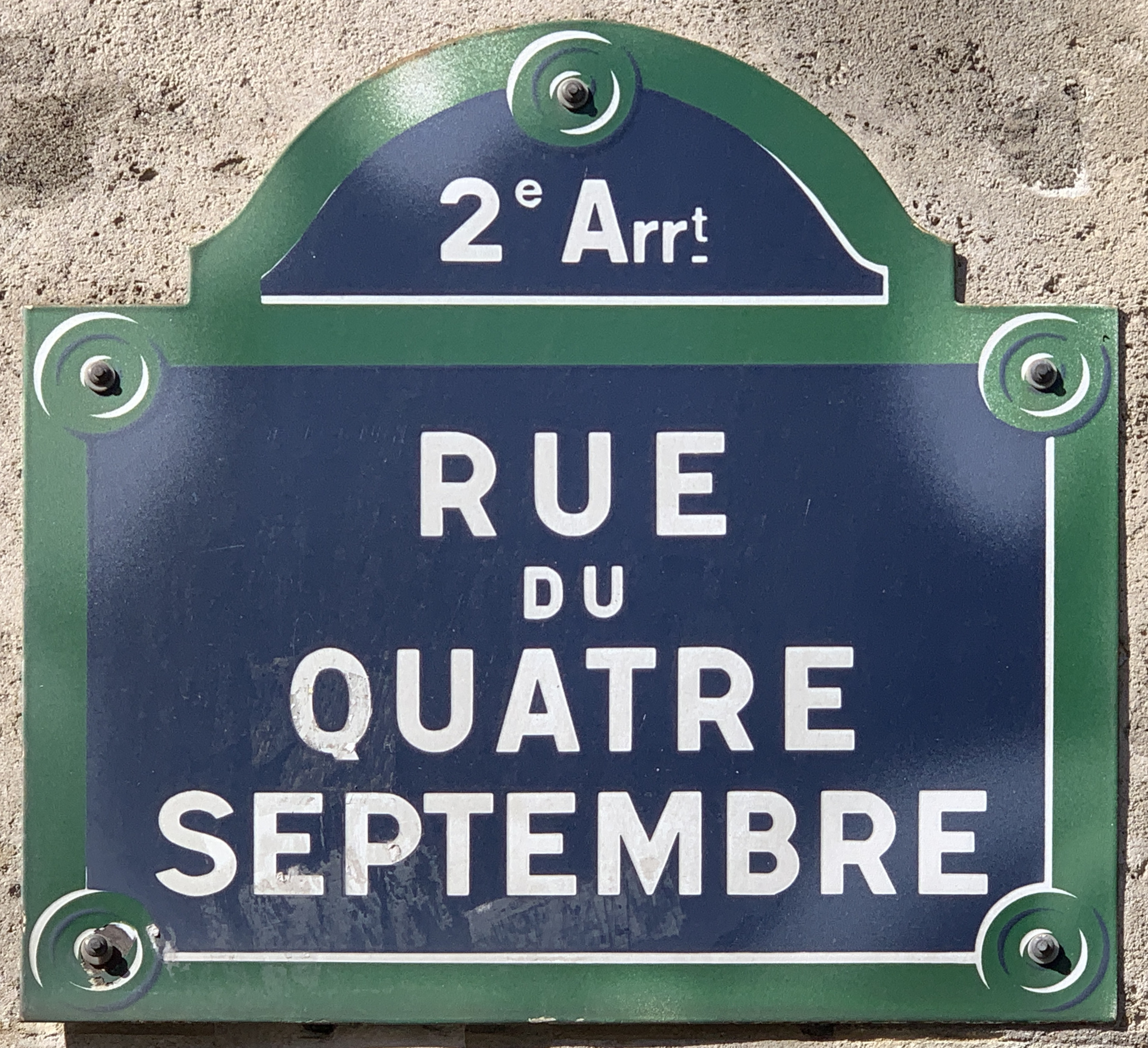
Rue parisienne, commémorant la proclamation de la République.
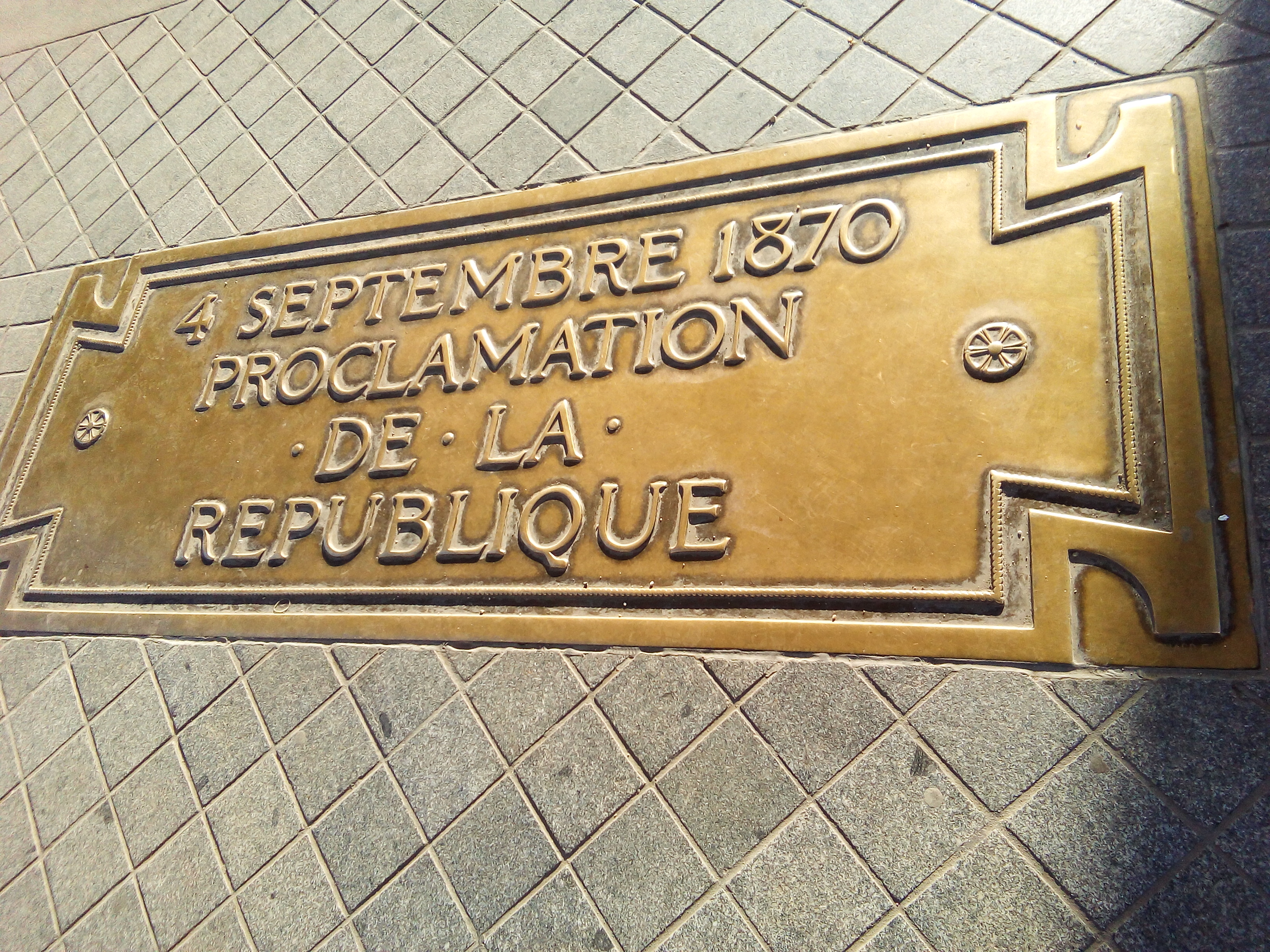
Plaque commémorative près de la tombe du Soldat inconnu, au pied de l'arc de triomphe de l'Étoile.
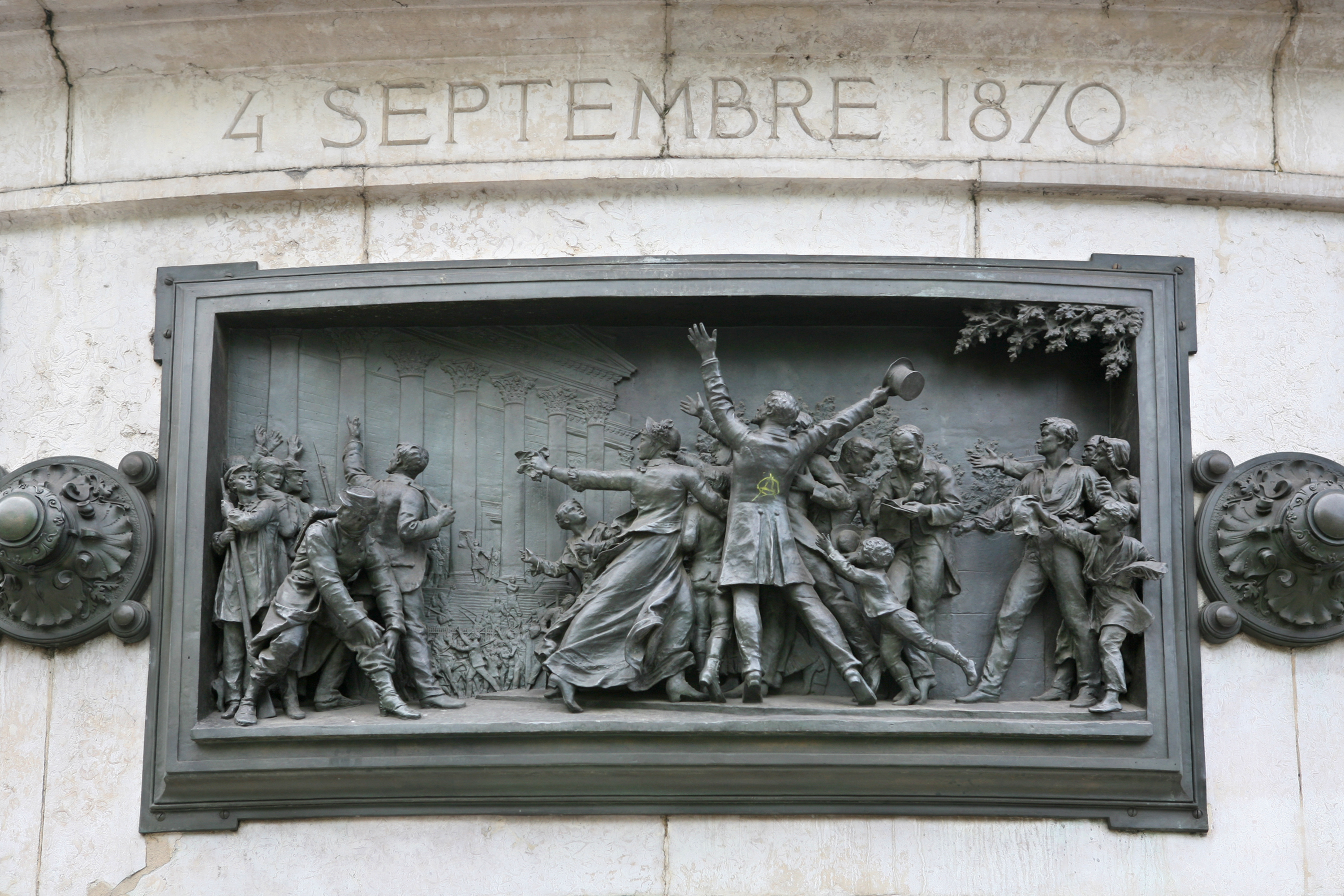
Haut-relief en bronze sur le piédestal du Monument à la République.
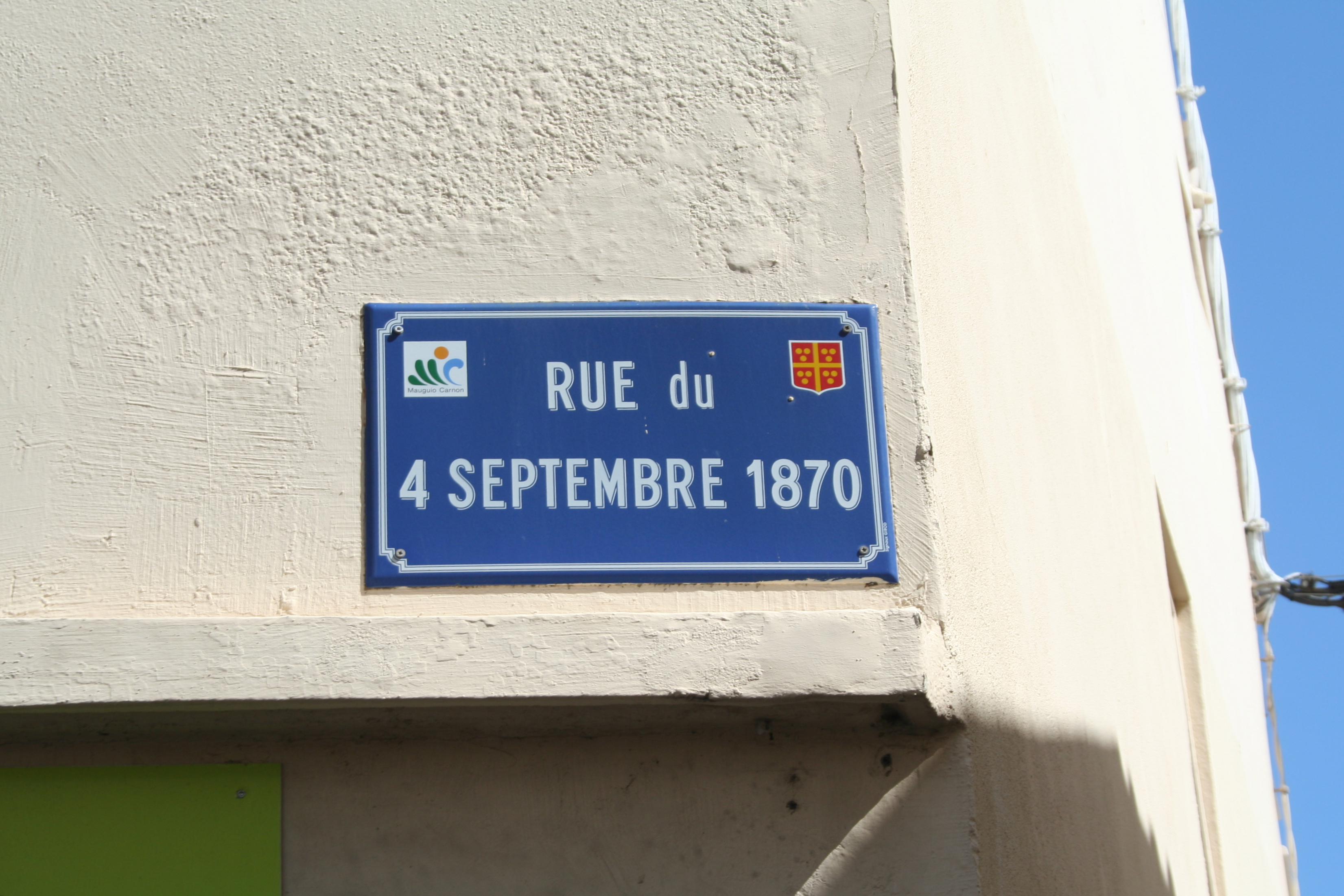
Plaque de rue à Mauguio dans l'Hérault.

En 1920, le cinquantenaire de la proclamation de la République est commémoré non pas le 4 septembre mais le 11 novembre, date de l'armistice de 1918, en même temps que le dépôt de la dépouille du soldat inconnu sous l'arc de triomphe de l'Étoile et du cœur de Léon Gambetta au Panthéon. En 1970, les célébrations du centenaire de la Troisième République se limitent à un colloque sur l'esprit républicain organisé par l'université d'Orléans et à une exposition à l'hôtel de ville de Paris, inaugurée par le président Georges Pompidou. Seule exception notable, le 4 septembre est la date choisie par Charles de Gaulle en 1958 pour prononcer un discours de présentation du projet de constitution de la Ve République dans lequel il exalte la République en ces termes : « […] au lendemain de Sedan, on la vit s'offrir au pays pour réparer le désastre. » Sans citer les protagonistes, le général de Gaulle se réclame implicitement de leur héritage pour justifier son action et légitimer sa conception de la République. Selon Olivier Le Trocquer, son discours interroge « un des enjeux politiques de l'événement lui-même : la légitimité du salut public, sous la figure de la république, doit-elle ou non l'emporter en cas de crise, sur la légalité existante ? ». En 2020, le cent-cinquantième anniversaire est célébré au Panthéon, sous l'égide du président de la République, lors d'une cérémonie de naturalisation.
Ce relatif effacement du 4 septembre dans la mémoire collective peut s'expliquer de différentes manières. Pour les contemporains, le souvenir de cet acte fondateur est écrasé par les événements tragiques qui le précèdent et le suivent : le 4 septembre est comme pris en étau dans une « année terrible » qui, de l'invasion du pays à l'armistice en passant par le siège de la capitale et les événements de la Commune, évoque avant tout la souffrance et l'humiliation du peuple. En 1874, dans une lettre, Léon Gambetta décrit d'ailleurs la tristesse qui l'envahit ce jour-là lors de son trajet en calèche vers l'hôtel de ville : « Le retour de ce douloureux et tragique anniversaire me met toujours comme un crêpe noir sur l'esprit. » Par ailleurs, l'une des images retenues de la période dans la mémoire collective est celle de Gambetta quittant Paris assiégé en ballon, un événement spectaculaire et symbolique qui incarne la résistance et le courage du gouvernement républicain, ce que ne peut être la proclamation du 4 septembre dans la mesure où, selon l'historien Francis Démier, « la République s'est imposée d'abord comme l'acte de décès du Second Empire, victime d'une guerre perdue et non d'une révolution ».